# サバイバー (日本のテレビ番組)
『サバイバー』 (SURVIVOR) は、2002年4月9日から2003年3月11日まで、日本のTBS系列で毎週火曜18:55 - 19:54 (JST) に放送されたテレビ番組である。

## 概要
米国など世界各国で放送されている『サバイバー』の日本版である。1stから4thまでの4シリーズが開催され、1クール（3か月）ごとにシリーズが切り替わっていた。
番組提供はPOLAの1社であり、CM枠は1分間の長いCMのみと他社のCMを含めた2分間の2パターンに分かれていた。また本編のほかに、日曜深夜にダイジェストと予告を含めたミニ番組『濃縮サバイバー』が一部地域で放送されていた。また2002年12月29日と30日の深夜には、1stから3rdまでの総集編が一部地域で計6時間にわたって放送された。
TBS側は、この番組が果たして日本で受け入れられるのかという“大いなる挑戦”の意味で、あえて視聴者数の多いゴールデンタイムを放送時間に選んだとしている。

## 日本版の独自点
優勝賞金は1000万円。ただし日本においては民放連の自主規制により、視聴者参加番組で提供できる賞金は1人200万円までとされているため、この番組では参加者は5人1組で応募し、その代表者が番組に参加する形をとっていた。ちなみに同じく最高賞金を1000万円としていた視聴者参加番組・クイズ$ミリオネアなどでも同様に5人1組で1000万円を授与する方式をとっていた。
参加資格は18歳以上で、応募者の中からオーディションによって選出。応募者数は各シリーズおよそ1,500～2,500人ほどであった。
最終投票の開票は、東京・赤坂のTBSのスタジオで行われた。これは、現地で誰が優勝したかの情報が漏洩するのを防ぐ目的もあった。うち、1st、3rdシリーズでは生放送だった。スタジオにはベスト3以前で追放されたサバイバーたちが呼ばれ、ネプチューンとのトークも行われた。陪審員が前列、非陪審員が後列に座っていた。
原則的に物資調達、追放免除、審議会で1話を構成する米国版などと異なって、審議会の途中で次週に持ち越したり、1回の放送で2-3回分の審議会を流すなど放送のペースがまちまちになっていた点、「日本人は自己表現がアメリカ人ほど目立たないから」として、他のバラエティ番組などと同様にテロップやナレーションが多用されていたという点など、演出面においてドキュメンタリー色よりバラエティー色の強い番組となっていた。

## 出演者
挨拶は出会い・別れを問わず「ごきげんよう！」が恒例となり、参加者の中にも真似をする者が現れた。
- プレゼンター : ネプチューン（名倉潤・原田泰造・堀内健）
  - 主にスタジオでの司会進行を務めた。また各シリーズ開始時のチーム分けと物資供給、および最終投票の場面では、サバイバーたちの前に姿を見せた。ネプチューンが選ばれたのは、メンバーの名倉潤がアメリカ版『サバイバー』のファンであるという理由による[1]。
- ガイドスタッフ : 戸北宗寛
  - 現地でのチャレンジや追放審議会などの進行役を務めた。戸北がガイドスタッフに選ばれたのは、冷静で機械的な行動が番組に相応しいという理由による[1]。本職は声優であり、テレビ番組のロケはこの番組が初体験。

## 日本版各シリーズの詳細
参加者は各シリーズともに男性・女性8人ずつの計16人で、チーム戦は男性4人・女性4人の8人で構成された2チームで行われた。
チームカラーはベケウ、トイトイ、ウンパス、ソムナックが黄色、デレブ、ワッカ、ダラヒガン、マングルが水色、合流後のチームが緑色。チームのマークは黄色チームが星印（★）、水色チームが丸印（●）、合流後のチームが青い丸（●）の上に黄色い星（★）を重ねた複合形である。ただし、チーム戦の途中に実施するシャッフルチャレンジで移籍を命じられた場合はバンダナのマークは上記の物と同じになるが、テロップでは現在のチームの右上に移籍前のチームとなる（黄色チームが水色チームに移籍した場合は青い丸の右上に小さい黄色い星、水色チームが黄色チームに移籍した場合は黄色い星の右上に小さい青い丸となる。）。
3rdシリーズまでは、年齢が若く体力に自信のあるメンバーが黄色チームに、知力やサバイバル能力に自信のある年長メンバーが水色チームに多く組まれる傾向にあった。
※参加者の年齢、職業はすべて参加当時のものである。また、「チャレンジ」は1st、2ndシリーズにおいては「GAME」と呼ばれていたが、ここでは「チャレンジ」に統一して表記する。

### 1st series in Palau
| 参加者                                       | 初期 チーム | 合流後 チーム | 最終 成績    | 追放 票数 |
| -------------------------------------------- | ----------- | ------------- | ------------ | --------- |
| 桑野京美 40歳・女 主婦                       | デレブ      |               | 第16位       | 5         |
| 佐藤徳一 23歳・男 無職                       | ベケウ      |               | 第15位       | 4         |
| 春日尚 34歳・男 サラリーマン                 | ベケウ      |               | 第14位       | 7         |
| 岡部泰三 26歳・男 ボーイスカウト日本代表     | デレブ      |               | 第13位       | 5         |
| 石毛智子 25歳・女 帰国子女                   | ベケウ      |               | 第12位       | 7         |
| 平川和恵 31歳・女 主婦                       | ベケウ      |               | 第11位       | 3         |
| 高波邦行 23歳・男 ボクサー志望               | ベケウ      | シルス 賢者   | 第10位       | 6         |
| 渋谷美奈 19歳・女 短大生                     | ベケウ      | シルス 賢者   | 第9位 DS     | 1         |
| 平井琢 26歳・男 リバーガイド                 | ベケウ      | シルス 賢者   | 第8位 陪審員 | 5         |
| 若松泰恵 27歳・女 自営業手伝い               | ベケウ      | シルス 賢者   | 第7位 陪審員 | 9         |
| 小野郷司 32歳・男 会社経営                   | デレブ      | シルス 賢者   | 第6位 陪審員 | 9         |
| 黒岩敦夫 56歳・男 漁師                       | デレブ      | シルス 賢者   | 第5位 陪審員 | 4         |
| 松尾純子 36歳・女 レストランプロデューサー   | デレブ      | シルス 賢者   | 第4位 陪審員 | 6         |
| 中島瑞果 30歳・女 珈琲豆専門店店員           | デレブ      | シルス 賢者   | 第3位 陪審員 | 1         |
| 吉野大輔 30歳・男 僧侶                       | デレブ      | シルス 賢者   | 準優勝       | 8         |
| 箕島恵利 28歳・女 ダイビングインストラクター | デレブ      | シルス 賢者   | 優勝         | 2         |

- 「DS」はドクターストップを表す。

- ロケ地： パラオ ゲメリス島
- 収録期間：2002年3月-4月
- 放送期間：2002年4月-6月
- 放送回数：12回（第1回は2時間スペシャル）

シリーズの特徴
合流時は、各チームから1人ずつ「大使」派遣し、合流後にどちらの居住地で暮らすかを、互いに長所をアピールしながら話し合いで決めるというルールであった。
以降のシリーズと比較して、このシリーズでのチャレンジはクイズ的なものが多かった。またアメリカ版などで恒例となっている、参加者の家族が挑戦するチャレンジは、日本版ではこのシリーズでしか行われなかった。また日本版全シリーズでチーム戦の恒例となる「夜相撲」が初めて行われた（ただし他3シリーズが追放免除として行われたのに対して今シリーズは唯一物資調達であった）。また、個人戦の追放免除で恒例となっている追放免除の証を救出するゲームの内容が他シリーズと異なる（他3シリーズは穴掘り方式に対して今シリーズはターザン方式であった。）唯一のシリーズでもある。
後のシリーズで「追放免除GAME（チャレンジ）」と呼ばれるチャレンジが、本シリーズでは「投票免除GAME」と呼ばれていた。
最終投票では、陪審員が決勝進出者と質疑応答を交わす場面が無かった（質疑応答自体は行われたが、放送時間の都合上カットされてしまった旨が参加者によって語られた）。
一方のチームリーダーには、リバーガイドである参加者が、もう一方のチームリーダーには、優勝大本命の参加者がチームのリーダーに選ばれている（4thシリーズも同様）。
チーム戦で追放大本命と思われた参加者が、個人戦でも生き残り、最後の追放免除チャレンジに勝利してファイナルに進出した（4thシリーズも同様）。
追放免除チャレンジ後にドクターストップとなった参加者が、追放審議会で本人不在のまま司会者の手で失格者の松明の火を消した唯一のシリーズである（その際、『○○（ドクターストップによる失格者）追放決定』のテロップが流れた。）。また、参加者のドクターストップが原因で投票自体行われなかった唯一のシリーズでもある。
チーム紹介
パラオ語から。
- ★ベケウチーム（Bekeu＝「勇者」）

- 平均年齢 - 26歳（メンバー8人の平均）
- チームリーダー - 平井琢

- ●デレブチーム（Deleb＝「精霊」）

- 平均年齢 - 34.8歳（メンバー8人の平均）
- チームリーダー - 小野郷司

- 合流後：シルス賢者チーム（Sils＝「太陽」）

追放免除の証：メレック
★ベケウチーム
| 参加者名 （参加当時の年齢・性別） | 参加当時の 職業 | 成績   | サバイバーとしての経歴・備考 |
| --------------------------------- | --------------- | ------ | --- |
| 石毛智子 （25歳・女）             | 帰国子女        | 第12位 | ドライでクールな性格ではっきりとした物言いが目立つ。チームメンバーと積極的にコミュニケーションを取ろうと努めるが、チャレンジでは活躍が出来ず、自身の運動能力の低さから追放される不安を常に感じていた。 |
| 春日尚 （34歳・男）               | サラリーマン    | 第14位 | 「平凡な自分を変えたい」という思いで参加しやる気を見せるも、生活面やチャレンジではそのやる気が空回りしてしまい、結果としてメンバーの不信感を買う形となった。 |
| 佐藤徳一 （23歳・男）             | 無職            | 第15位 | 体重110kgの巨漢で、開始初日から熱中症で倒れるなど体力面に著しく問題を抱え、チームメンバーの軋轢の中心となってしまう。しかしながら、彼をサポートすることでチームが団結出来ていた側面もあり、彼の追放後はチームの人間関係が徐々に崩れていくことに。 |
| 渋谷美奈 （19歳・女）             | 短大生          | 第9位  | 1stシリーズ最年少の元コギャル。小柄だが運動能力は高く、チャレンジでは安定した活躍を見せる。平川やデレブ松尾といった年長者の女性と仲良くなる傾向にあった。年齢的な面もあってか飢餓の進行が著しく、やせ細った状態で中盤戦で栄養失調により倒れてしまった（回復して日本に帰国後、すぐに体型が戻ってリバウンドしたことをネプチューンに茶化されていた）。                                                                              |
| 高波邦行 （23歳・男）             | ボクサー志望    | 第10位 | 強面の外見や職業に反し、チーム内での対立が生じた際には堅実な立ち回りを見せるなど、常に冷静沈着。体力面でチームに貢献するも、自分の考えを他人に押し付けてしまうような発言が多く、女性陣から反感を買っていた。佐藤に暴力を振るうこともあったが、後に和解。自身と境遇の似ている佐藤との友情を結んだり、家庭背景からデレブ黒岩を父のように慕う一面も見せた。                                                                         |
| 平井琢 （26歳・男）               | リバーガイド    | 第8位  | 面倒見がよく、また職業柄自然に関する知識があり、初日から率先してリーダーシップを発揮。体力もあり、様々なチャレンジで持ち前の運動能力を見せた。一方でチームメンバーと衝突した際は激昂したり、自身の不甲斐なさに涙するなど、直情的で喜怒哀楽が激しい一面も。本人曰く「カワイコちゃんに弱い」らしく、開始直後は石毛に好意を寄せていたことを後日本人の口から語られたが、生活中は彼女とソリが合わず、口論になってしまう場面もあった。 |
| 平川和恵 （31歳・女）             | 主婦            | 第11位 | 姉御肌で男勝りな性格で、サブリーダー的立ち位置でチームを牽引した。スポーツ歴が豊富で、体力派の多いベケウ女性陣の中でも存在感を発揮。口調にややトゲがあるが、基本的に弱者には優しく、体力のない佐藤や最年少の渋谷を常に気にかけていたが、チーム戦終盤では統率の取れないチームに辟易しており、合流後はデレブ側につくことも考えていた。平井とはカメラが回っていないところでよく話していたという。                                   |
| 若松泰恵 （27歳・女）             | 家業手伝い      | 第7位  | 気さくで誰とでも仲良くなれる性格だが、非常に我が強く、男性陣の不甲斐なさに激昂する場面も多く、女性陣の中では一人孤立気味であった。「いかに勝ち残るか」を行動理念とし、チームメンバーにシビアな目を向ける傍ら、自身に対しても非常にストイックで、体力・精神力共に他のサバイバーからは一目置かれていた。チーム戦のチャレンジを通じてデレブ松尾とは因縁の関係になるが、後に和解。1stシリーズにおけるヒロイン的な立ち位置の人物。    |

●デレブチーム
| 参加者名 （参加当時の年齢・性別） | 参加当時の 職業            | 成績   | サバイバーとしての経歴・備考 |
| --------------------------------- | -------------------------- | ------ | --- |
| 岡部泰三 （26歳・男）             | ボーイスカウト元日本代表   | 第13位 | 体力はチーム内随一で、ベケウ平井・高波といった体力派の男性をも凌駕する高い運動能力を持つ。チャレンジでは大いに貢献するも、生活面では身勝手な発言・行動が目立ち、松尾を中心にチームメンバーから反感を買っていた。また大食漢で、食料泥棒の犯人を探し当てる物資調達チャレンジでは真っ先に疑いをかけられてしまう。追放直前にようやく協調性と持ち前のサバイバル能力を発揮するようになった。 |
| 小野郷司 （32歳・男）             | 会社経営                   | 第6位  | 弁論術・人心掌握術に長け、絶大な支持を集めるチームリーダー。虚言や裏切りをも厭わない狡猾な性格で、自身の障害となる人物は容赦なく切り捨てる非情さを併せ持つが、ベケウ平井からは本来はいい人であるとのこと。筋骨隆々だが身体能力はさほど高くなく、チャレンジでは目立った活躍を見せなかった。生活面ではリーダーシップを発揮しつつ、食料調達や火の番を率先して行うなど、黒岩などからの信頼も厚かった。その支配力の高さから、1stシリーズの黒幕としてゲームを完全にコントロールするも、存在感が仇となり、個人戦突入後は旧ベケウメンバーや松尾・吉野ら多くの人物から危険人物としてマークされることに。 |
| 黒岩敦夫 （56歳・男）             | 元漁師                     | 第5位  | 長年の人生経験と元漁師としての腕前はサバイバル生活において他の追随を許さず、チームの大黒柱として絶対的な信頼を得る。非常に頑固な性格で、自身の考えにそぐわない者、些細なミスを起こした人物に対して強く当たることが多かった（女性メンバーに対して軽い暴力を振るうような場面も）。個人戦突入後は自身の生き残りのために小野に完全に追従することで手堅く勝ち上がるも、小野追放後は完全に士気を失い、また精神面の脆さが露呈したことで、かつて信頼されていた旧デレブメンバーからも完全に孤立してしまった。小野に対しては投票行動だけでなく普段のサバイバル生活から互いに強い仲間意識を抱いていた様子。 |
| 桑野京美 （40歳・女）             | 主婦                       | 第16位 | チャレンジでベケウ平川が負傷した際に彼女の手を握って寄り添うなど、温和で心優しい性格。チャレンジでは果敢な姿を見せつけるも、女性最年長で体力面に不安があるとチームメンバーから評され、シリーズ最初の追放者となった。チームで初めて米を炊き上げた際はメンバー達から感謝され、自身が追放されることを半ば悟っていたのか、自身も感極まり涙を流した。 |
| 中島瑞果 （30歳・女）             | 珈琲店店員                 | 第3位  | コミュニケーション能力が高く、他のメンバーと別け隔てなく接するムードメーカーとして安定した地位を確立。小野の側近として常に彼と共に行動し、堅実に勝ち残る立ち回りをしていた（その様子は吉野に「腰巾着のように生き残っても全く意味がない」と揶揄され、ファイナル進出を逃す要因となった）。体力は無いが、頭脳系のゲームでは一定の活躍を見せた。彼女の姉曰く「元ヤンキー」で「男性問題が尽きなかった」とのこと。 |
| 松尾純子 （36歳・女）             | レストランプロデューサー   | 第4位  | チーム戦序盤から暗躍し、自身と対立関係にある岡部や黒岩を追放するよう裏工作を持ちかける等、投票行動を牛耳る女帝として君臨。チャレンジに対する能力は低いが、勝ちへの執着心は強く、自身の不甲斐ない結果に怒りを顕にしたり、後述の相手チームの不正行為に対しては厳しく指摘した。番組からは卑劣な人物として描かれるも、個人戦では旧ベケウの渋谷に対し母親のように接したり、因縁関係にあった旧ベケウの若松とも最終的に打ち解けるなど、確かな人格者でもある（渋谷は松尾と初対峙した際「悪い人じゃない気がする」として人柄の良さを感じ取っていた）。味のあるダークヒロインとして一定のファンを獲得。2ndシリーズで現地と中継が繋がった際には、2ndの女性参加者達がカリスマ的存在として彼女を尊敬していた様子が見られた。 |
| 箕島恵利 （28歳・女）             | ダイビングインストラクター | 第1位  | 天真爛漫な性格で敵を作らず、無人島生活を楽しむことを主目的として過ごす中、勢力関係を見極めて堅実に票を投じていくしたたかな一面もうかがえる。チャレンジでは安定した能力を見せ、特にクイズ系やバランス感覚を要するチャレンジで強さを発揮した。物資調達チャレンジに勝利し副賞として自身の母親と対面した際に彼女からアドバイスを受けたことで、ゲームの戦局を大きく変える立役者の一人となり、また松尾に対して「今回は姉さん（松尾）に投票することにした」と直接打ち明けたりするなど、信念に変化が見られた。 |
| 吉野大輔 （30歳・男）             | 元僧侶                     | 第2位  | 優柔不断さから悪目立ちし、更にそれを小野・松尾・中島らに逆手に取られるなど、常に追放の危機に晒されることに。チーム戦では彼らに半ば奴隷のように服従し同盟関係を結ぶも、個人戦開始直後に同盟脱退を宣言、更に審議会場でその同盟関係を全員の前で暴露するなど奇想天外な言動が目立ち、旧ベケウの平井・若松からも反感を買い四面楚歌となり孤立してしまう。意外にも運動能力は高く、個人戦のチャレンジでは無類の強さを発揮し、自身の豪運も相まってしぶとく生存。シリーズ中盤以降繰り広げられた彼と小野との壮絶な死闘は1stシリーズのハイライトともいえ、1stシリーズの事実上の主役は彼であった。小野との決着戦に臨む直前に死期を悟った彼が『大きな古時計』を歌うシーンは、日本版シリーズ全体を通しても屈指の名（迷）場面として語り継がれている。その独特なキャラクターが人気を博したのか、2ndシリーズでは追放免除チャレンジ「不眠耐久」の番組側ゲストとして参加。 |

チーム戦
比較的に年長者が集まったデレブチームは会社経営・小野を中心に早くからまとまりを見せ、若く体力があるメンバーの揃ったベケウチームはリバーガイド・平井がリーダーとなった。最初の投票免除ではデレブが敗北。米を焚くなど生活面で貢献していた女性最年長桑野を、体力的な不安を理由として最初に追放され、さらに、協調性がないとみなされて2票を投じられた吉野はこの2票を「弱み」として小野に握られる形で以後進行していくこととなった。2度目の投票免除ではベケウが敗北、追放審議会では票が割れて連携不足が露呈。体力の無さからチームに貢献できなかった佐藤が、1票差で2人目の追放者に選ばれる。その後、戸北の計らいで招待された原田龍二から、メンバーの身を案じ彼らに物資を与えた。次の投票免除チャレンジでは、チームの足を引っ張ってしまったデレブ松尾がベケウ若松に八つ当たりする場面があったものの、チームとしてはデレブが勝利。生活面でのミスやチャレンジにおける運動能力の低さから、ベケウチームにあまり貢献できなかった春日が追放。続いて、サバイバル技術に長けていたものの協調性に欠けたデレブ最年少岡部が、松尾と衝突してしまい彼女の策略により追放された。その後行われた4度目の物資調達チャレンジで「バーベキュー」を獲得したベケウは、相手チームから1人を招待するとのルールが課され、小野を招待。しかし小野が持ち前の人心掌握術を発揮してリーダーとしての格を見せつけ、リーダー平井の求心力が大きく低下。分裂を深めたベケウはその後のチャレンジで若松ら数名が反則行為を犯してしまい敗北。これまでのチャレンジで足を引っ張っていた石毛が追放。最後のチャレンジでもベケウが敗北し2連敗。男性陣と、若松を除く女性2人による対立が顕著となり、中立派の若松が女性2人の標的となったが、自身が生き残るために男性陣と手を組み、個人戦後を見据えた男性陣に警戒された平川がチーム戦最後の追放者となった。
チャレンジと追放審議会の結果内訳
| ゲーム内容               | 分類     | 勝利チーム | 投票結果／ 物資の内容                                             |
| ------------------------ | -------- | ---------- | ----------------------------------------------------------------- |
| 崖のぼり飛び込みゲーム   | 投票免除 | ベケウ     | 桑野 追放                                                         |
| 命の糸                   | 物資調達 | デレブ     | 「甘味セット」獲得                                                |
| 発信機を探せ             | 投票免除 | デレブ     | 佐藤 追放                                                         |
| 犯人は誰だ               | 物資調達 |            | 「砂糖」獲得（ベケウ） 「釣り道具」獲得（デレブ）                 |
| はしご登りリレー         | 投票免除 | デレブ     | 春日 追放                                                         |
| 夜相撲                   | 物資調達 | ベケウ     | 「メスのニワトリ2羽」獲得                                         |
| 水中漢字書き取りクイズ   | 投票免除 | ベケウ     | 岡部 追放                                                         |
| ヤシの実キャッチ         | 物資調達 | ベケウ     | 「バーベキューセット」獲得 （敗北したデレブチームから小野を招待） |
| ファイアートライアスロン | 投票免除 | デレブ※    | 石毛 追放                                                         |
| ワニの生けどり           | 投票免除 | デレブ     | 平川 追放                                                         |

※理由はエピソードの項を参照。
個人戦
生活地は協議の結果デレブ側のビーチに決まり、旧ベケウが物資として持ってきたニワトリを合流当日に黒岩に絞められるなど、生活の主導権は旧デレブ側に握られた。合流後の勢力は旧デレブが「4人同盟（小野・松尾・中島・吉野）」を中心に、同盟と距離を置く黒岩・蓑島も含め6人での結束を維持した一方、旧ベケウの4人は実質分解状態となっていた。個人戦最初の審議会は、運動能力が高く強敵とみなされた高波が旧デレブの組織票で追放。順当に旧デレブ優位が続くかに思われたが、小野に弱みを握られたまま生き残らされることに疑問を感じていた吉野が「最強のサバイバー」の理想像に合わないことを理由として同盟脱退を宣言。吉野は旧ベケウの平井・若松に接近して、旧ベケウとの新同盟を打診するも、自ら同盟を否定しておきながら新たな同盟を組もうとする姿勢が逆に平井・若松の反感を買い、完全に孤立。その後、平井はチャレンジでその身体能力を発揮、投票免除2連勝を果たし、投票免除権を逃した吉野は窮地に追い込まれる。
迎えた個人戦2度目の追放審議会、ナビゲーターの1人・名倉が現地に来訪して渋谷のドクターストップを告げ、投票が急遽中止となる。代わりに行われた名倉を囲んでの座談会で、孤立した吉野は同盟の存在を暴露。正当性を主張しようとしたものの、キレ者の小野・松尾らに歯が立たず、かえって孤立を深める結果に。吉野は2度も物資調達チャレンジに勝利し、賞品として手に入れた食事に独立派と思われていた黒岩を招待するも突き放され、黒岩は小野に取り込まれる形で同盟に加わった。その一方、同盟内でもベスト4以降を見据え、松尾を落としたい中島、小野を落としたい松尾などそれぞれの思惑が見え始める。そんな中で平井は体調を崩し、投票免除の連勝を蓑島に止められて追放。旧ベケウ最後の生き残りとなった若松は、チーム戦時代に因縁のあった松尾と和解後、偶然鉢合わせた小野・中島らによる松尾追放計画を松尾に密告。吉野を巻き込んでの小野落としを画策するも、松尾が小野に事実確認をしたことで小野にその動きを察知され、松尾は同盟裏切りを断念。松尾は「あなたの仇はいつか自分がとる」と誓いつつ若松に票を投じ、若松の追放が決まったことで、旧ベケウは全滅した。
旧ベケウ全滅後初めて行われた物資調達チャレンジで、蓑島は母親と対面する権利を得る。それまで旧デレブの枠組みには同調しつつ、誰とも組まず誰とも対立せずに動いて来た蓑島は、母親のアドバイスを受け、自らが生き残るために誰を落とすべきか考え始める。その後の投票免除チャレンジは、小野に裏切りを察知され「吉野が投票免除を取った場合は松尾を落とす」と計画されていた松尾が初勝利、吉野が窮地に立たされる。しかしここで蓑島が母親のアドバイスにより小野への投票を決意。裏切りを決行した松尾と、小野を狙い続けた吉野により小野に3票が投じられ、新同盟の小野・中島・黒岩が吉野に投じた3票と並ぶ。投票同数の際のルールにより過去の審議会での累積票数がカウントされることとなり、それまで吉野や旧ベケウらが投じてきた累積票が決め手となって小野が追放者に選ばれる。これにより小野を中心としていた同盟が瓦解。次の投票免除は旧同盟派・中島が初めて勝ち取り、自身の精神的支柱としていた小野を失ったショックから協調性を失ってしまった黒岩が追放者となる。その後の投票免除は吉野が2連勝。自身の描く「最強のサバイバー」を残したいという思惑を読みきれなかった松尾が蓑島との累積票差で追放。最後の審議会では、「最強のサバイバー」により近い人物を残して決勝を戦いたいと考えた吉野が、小野に追従し続けた自主性に欠けていた中島を最後の追放者に選んだ。
チャレンジと追放審議会の結果内訳
| 内容                         | 分類     | 勝者                        | 投票結果／ 物資の内容                                           |
| ---------------------------- | -------- | --------------------------- | --------------------------------------------------------------- |
| 8時間耐久鬼ごっこ            | 投票免除 | 平井                        | 高波 追放                                                       |
| 潜水クイズ                   | 物資調達 | 蓑島                        | 「自分1人にラーメン＆カレー」 または「9人分の歯ブラシ」から選択 |
| ターザンジャンプ             | 投票免除 | 平井                        | 渋谷の失格により追放審議会中止（ドクターストップ）              |
| 潜水息止め                   | 物資調達 | 吉野 （招待者に黒岩を指名） | 「刺身定食」 （1人を指名して招待）                              |
| ヤシの実運びタイムトライアル | 投票免除 | 蓑島                        | 平井 追放                                                       |
| 釣り対決                     | 物資調達 | 吉野 （招待者に黒岩を指名） | 「お風呂＆ビール」 （1人を指名して招待）                        |
| 綱渡り                       | 投票免除 | 吉野                        | 若松 追放                                                       |
| 家族クイズ                   | 物資調達 | 簑島                        | 「フルーツ盛り合わせ」 ＆「家族との対面」                       |
| 片足耐久                     | 投票免除 | 松尾                        | 小野 追放（累積6票）                                            |
| パラオ語暗記クイズ           | 投票免除 | 中島                        | 黒岩 追放                                                       |
| 水上綱引き                   | 投票免除 | 吉野                        | 松尾 追放（累積4票）                                            |
| 追放者クイズ                 | 投票免除 | 吉野                        | 中島 追放                                                       |

最終投票
同盟脱退後、持ち前の強運とチャレンジでの勝負強さで生き残ってきた吉野だったが、個人の理想を語る一方で生き残りへの画策や裏切りを厭わなかった点などがマイナス評価となり、好意的評価もなく1票も獲得できなかった。サバイバル生活そのものを楽しみ、独立系で敵を作らず、状況を読んだ投票で安定して生き残った蓑島が優勝者となった。しかし、蓑島に好意的評価を下したのは、自身の追放の決め手を打ったことを買った小野と、勢力関係を見極める状況判断能力を評価した若松の2名に留まり、中島は「消去法で」、黒岩は「総合得点の高い方を」、平井に至っては「カワイコちゃんだから」という消極的な投票理由であった。また白紙票を投じた松尾は、発言が二転三転していた吉野と、生存に積極性が見られなかった蓑島のどちらも最強のサバイバーに相応しくないと判断した。
エピソード
- チーム戦5回目の投票免除チャレンジ（4つの種目でリレーを行う「ファイアートライアスロン」）は、競争ではベケウが勝利したかのように見えたが、ベケウが最終種目において「走者以外の人間が走者に手を貸す」という反則行為をしているとデレブ松尾・黒岩らが抗議し、スタッフが検証した結果それが認められ、ベケウの反則負けとなった。
- 渋谷のドクターストップ決定は投票免除チャレンジ後から追放審議会の間に下され、その回の追放審議会は投票自体が中止となった。全シリーズ通じて唯一の投票中止である。また、本人不在のまま松明の火を消されたシーンが放送された唯一の例でもある（この炎を消したのは当日現地を訪れていた名倉）。2ndシーズンの個人戦では、橋場が追放免除チャレンジ後にドクターストップとなったが、追放審議会・投票はそのまま決行されている。
- 個人戦4回目の物資調達チャレンジでは、蓑島の母、吉野の母、中島の姉、松尾の母、黒岩の妻、小野の母がクイズに参加。後日、勝者・蓑島の母は現地を訪れ、蓑島に搾りたてのフルーツジュースを振舞った。その際、既に日本での放送が終わっていた回を視聴していた蓑島の母が、小野が脅威になると蓑島にアドバイスし、それが蓑島が小野へ投票するきっかけとなった。なお蓑島の母はチームの生活地も訪れ、メンバー全員のために手料理を用意して振舞った。
- 最終投票での松尾の白紙投票はスタッフにとっても想定外の出来事であったらしく、当初はそれを禁止するルールが設けられていなかったため、やむを得ず認められた。2ndシリーズ以降は、白紙投票を禁止するルールが設けられた。また1stシリーズの追放審議会ではニックネームを書いたり敬称を付けて投票する者もいたが、これも次シリーズ以降は禁止され、苗字のみ（平仮名・カタカナ書きは可）を横書きで書くことが義務付けられた。

投票履歴
|            | オリジナル部族 | オリジナル部族 | オリジナル部族 | オリジナル部族 | オリジナル部族 | オリジナル部族 | 合併部族    |             |             |             |            |            |             |            |            |             |
| エピソード | 1              | 1              | 2              | 3              | 4              | 5              | 6           | 7           | 8           | 9           | 10         | 10         | 11          | 12         | 12         | 12          |
| ---------- | -------------- | -------------- | -------------- | -------------- | -------------- | -------------- | ----------- | ----------- | ----------- | ----------- | ---------- | ---------- | ----------- | ---------- | ---------- | ----------- |
| 月日       | 4              | 7              | 10             | 13             | 16             | 19             | 22          | 25          | 28          | 31          | 34         | 34         | 36          | 37         | 37         | 38          |
| 部族       | デレブ         | ベケウ         | ベケウ         | デレブ         | ベケウ         | ベケウ         | シルス 賢者 | シルス 賢者 | シルス 賢者 | シルス 賢者 | シルス賢者 | シルス賢者 | シルス 賢者 | シルス賢者 | シルス賢者 | シルス 賢者 |
| 敗退       | 桑野京美       | 佐藤徳一       | 春日尚         | 岡部泰三       | 石毛智子       | 平川和恵       | 高波邦行    | 渋谷美奈    | 平井琢      | 若松泰恵    | 引き分け   | 小野郷司   | 黒岩敦夫    | 引き分け   | 松尾純子   | 中島瑞果    |
| 票数       | 5-2-1          | 4-3-1          | 4-3            | 5-2            | 4-2            | 3-2            | 6-3-1       | DS          | 5-2-1       | 5-2         | 3-3        | なし       | 4-1         | 2-2        | なし       | 1-0         |
|            |                |                |                |                |                |                |             |             |             |             |            |            |             |            |            |             |
| 有権者     | 票             |                |                |                |                |                |             |             |             |             |            |            |             |            |            |             |
| 箕島恵利   | 吉野大輔       |                |                | 岡部泰三       |                |                | 高波邦行    |             | 平井琢      | 若松泰恵    | 小野郷司   |            | 黒岩敦夫    | 松尾純子   | 0票        | なし        |
| 吉野大輔   | 桑野京美       |                |                | 岡部泰三       |                |                | 高波邦行    |             | 小野郷司    | 小野郷司    | 小野郷司   | 4票        | 黒岩敦夫    | 松尾純子   |            | 中島瑞果    |
| 中島瑞果   | 桑野京美       |                |                | 岡部泰三       |                |                | 高波邦行    |             | 平井琢      | 若松泰恵    | 吉野大輔   |            | 黒岩敦夫    | 箕島恵利   |            | なし        |
| 松尾純子   | 桑野京美       |                |                | 岡部泰三       |                |                | 高波邦行    |             | 平井琢      | 若松泰恵    | 小野郷司   |            | 黒岩敦夫    | 箕島恵利   | 4票        |             |
| 黒岩敦夫   | 吉野大輔       |                |                | 松尾純子       |                |                | 高波邦行    |             | 平井琢      | 若松泰恵    | 吉野大輔   |            | 吉野大輔    |            |            |             |
| 小野郷司   | 桑野京美       |                |                | 岡部泰三       |                |                | 高波邦行    |             | 平井琢      | 若松泰恵    | 吉野大輔   | 6票        |             |            |            |             |
| 若松泰恵   |                | 佐藤徳一       | 春日尚         |                | 石毛智子       | 平川和恵       | 小野郷司    |             | 吉野大輔    | 小野郷司    |            |            |             |            |            |             |
| 平井琢     |                | 春日尚         | 石毛智子       |                | 石毛智子       | 平川和恵       | 松尾純子    |             | 吉野大輔    |             |            |            |             |            |            |             |
| 渋谷美奈   |                | 春日尚         | 春日尚         |                | 若松泰恵       | 若松泰恵       | 小野郷司    |             |             |             |            |            |             |            |            |             |
| 高波邦行   |                | 佐藤徳一       | 石毛智子       |                | 石毛智子       | 平川和恵       | 小野郷司    |             |             |             |            |            |             |            |            |             |
| 平川和恵   |                | 春日尚         | 春日尚         |                | 石毛智子       | 若松泰恵       |             |             |             |             |            |            |             |            |            |             |
| 石毛智子   |                | 佐藤徳一       | 春日尚         |                | 若松泰恵       |                |             |             |             |             |            |            |             |            |            |             |
| 岡部泰三   | 桑野京美       |                |                | 松尾純子       |                |                |             |             |             |             |            |            |             |            |            |             |
| 春日尚     |                | 佐藤徳一       | 石毛智子       |                |                |                |             |             |             |             |            |            |             |            |            |             |
| 佐藤徳一   |                | 渋谷美奈       |                |                |                |                |             |             |             |             |            |            |             |            |            |             |
| 桑野京美   | 松尾純子       |                |                |                |                |                |             |             |             |             |            |            |             |            |            |             |

| 月日           | 39       | 39       |  |  |  |  |  |  |  |  |  |  |  |  |  |  |  |  |  |  |  |  |  |  |  |  |  |  |  |  |  |  |  |  |  |  |  |  |  |  |  |  |  |  |  |  |  |  |  |  |  |  |  |  |  |  |  |  |  |  |  |  |  |  |  |  |  |  |  |  |  |  |  |  |  |  |  |  |  |  |  |  |  |  |  |  |  |  |  |  |  |  |  |  |  |  |  |  |  |
| ファイナリスト | 箕島恵利 | 吉野大輔 |  |  |  |  |  |  |  |  |  |  |  |  |  |  |  |  |  |  |  |  |  |  |  |  |  |  |  |  |  |  |  |  |  |  |  |  |  |  |  |  |  |  |  |  |  |  |  |  |  |  |  |  |  |  |  |  |  |  |  |  |  |  |  |  |  |  |  |  |  |  |  |  |  |  |  |  |  |  |  |  |  |  |  |  |  |  |  |  |  |  |  |  |  |  |  |  |  |
| 票数           | 5-0      | 5-0      |  |  |  |  |  |  |  |  |  |  |  |  |  |  |  |  |  |  |  |  |  |  |  |  |  |  |  |  |  |  |  |  |  |  |  |  |  |  |  |  |  |  |  |  |  |  |  |  |  |  |  |  |  |  |  |  |  |  |  |  |  |  |  |  |  |  |  |  |  |  |  |  |  |  |  |  |  |  |  |  |  |  |  |  |  |  |  |  |  |  |  |  |  |  |  |  |  |
|                |          |          |  |  |  |  |  |  |  |  |  |  |  |  |  |  |  |  |  |  |  |  |  |  |  |  |  |  |  |  |  |  |  |  |  |  |  |  |  |  |  |  |  |  |  |  |  |  |  |  |  |  |  |  |  |  |  |  |  |  |  |  |  |  |  |  |  |  |  |  |  |  |  |  |  |  |  |  |  |  |  |  |  |  |  |  |  |  |  |  |  |  |  |  |  |  |  |  |  |
| 陪審員         | 票       |          |  |  |  |  |  |  |  |  |  |  |  |  |  |  |  |  |  |  |  |  |  |  |  |  |  |  |  |  |  |  |  |  |  |  |  |  |  |  |  |  |  |  |  |  |  |  |  |  |  |  |  |  |  |  |  |  |  |  |  |  |  |  |  |  |  |  |  |  |  |  |  |  |  |  |  |  |  |  |  |  |  |  |  |  |  |  |  |  |  |  |  |  |  |  |  |  |  |
| 中島瑞果       | Yes      |          |  |  |  |  |  |  |  |  |  |  |  |  |  |  |  |  |  |  |  |  |  |  |  |  |  |  |  |  |  |  |  |  |  |  |  |  |  |  |  |  |  |  |  |  |  |  |  |  |  |  |  |  |  |  |  |  |  |  |  |  |  |  |  |  |  |  |  |  |  |  |  |  |  |  |  |  |  |  |  |  |  |  |  |  |  |  |  |  |  |  |  |  |  |  |  |  |  |
| 松尾純子       | なし     | なし     |  |  |  |  |  |  |  |  |  |  |  |  |  |  |  |  |  |  |  |  |  |  |  |  |  |  |  |  |  |  |  |  |  |  |  |  |  |  |  |  |  |  |  |  |  |  |  |  |  |  |  |  |  |  |  |  |  |  |  |  |  |  |  |  |  |  |  |  |  |  |  |  |  |  |  |  |  |  |  |  |  |  |  |  |  |  |  |  |  |  |  |  |  |  |  |  |  |
| 黒岩敦夫       | Yes      |          |  |  |  |  |  |  |  |  |  |  |  |  |  |  |  |  |  |  |  |  |  |  |  |  |  |  |  |  |  |  |  |  |  |  |  |  |  |  |  |  |  |  |  |  |  |  |  |  |  |  |  |  |  |  |  |  |  |  |  |  |  |  |  |  |  |  |  |  |  |  |  |  |  |  |  |  |  |  |  |  |  |  |  |  |  |  |  |  |  |  |  |  |  |  |  |  |  |
| 小野郷司       | Yes      |          |  |  |  |  |  |  |  |  |  |  |  |  |  |  |  |  |  |  |  |  |  |  |  |  |  |  |  |  |  |  |  |  |  |  |  |  |  |  |  |  |  |  |  |  |  |  |  |  |  |  |  |  |  |  |  |  |  |  |  |  |  |  |  |  |  |  |  |  |  |  |  |  |  |  |  |  |  |  |  |  |  |  |  |  |  |  |  |  |  |  |  |  |  |  |  |  |  |
| 若松泰恵       | Yes      |          |  |  |  |  |  |  |  |  |  |  |  |  |  |  |  |  |  |  |  |  |  |  |  |  |  |  |  |  |  |  |  |  |  |  |  |  |  |  |  |  |  |  |  |  |  |  |  |  |  |  |  |  |  |  |  |  |  |  |  |  |  |  |  |  |  |  |  |  |  |  |  |  |  |  |  |  |  |  |  |  |  |  |  |  |  |  |  |  |  |  |  |  |  |  |  |  |  |
| 平井琢         | Yes      |          |  |  |  |  |  |  |  |  |  |  |  |  |  |  |  |  |  |  |  |  |  |  |  |  |  |  |  |  |  |  |  |  |  |  |  |  |  |  |  |  |  |  |  |  |  |  |  |  |  |  |  |  |  |  |  |  |  |  |  |  |  |  |  |  |  |  |  |  |  |  |  |  |  |  |  |  |  |  |  |  |  |  |  |  |  |  |  |  |  |  |  |  |  |  |  |  |  |

### 2nd series in Hokkaido
| 参加者                                       | 初期 チーム | 合流後 チーム | 最終 成績    | 追放 票数 |
| -------------------------------------------- | ----------- | ------------- | ------------ | --------- |
| 新井乃武喜 30歳・男 プロギャンブラー         | ワッカ      |               | 第16位       | 5         |
| 石山雄三 24歳・男 もんじゃ焼き屋             | ワッカ      |               | 第15位 DS    | 0         |
| 松岡ひとみ 29歳・女 ダンプ運転手             | ワッカ      |               | 第14位       | 5         |
| 山中美明 35歳・男 電器店の婿養子             | ワッカ      |               | 第13位       | 3         |
| 河上文子 48歳・女 トライアスロン主婦         | トイトイ    |               | 第12位       | 6         |
| 松本文男 43歳・男 運転代行業社長             | ワッカ      |               | 第11位       | 5         |
| 荒木啓裕 29歳・男 ボーイスカウト隊長         | トイトイ    |               | 第10位       | 8         |
| 橋場まゆ 26歳・女 ホステス                   | トイトイ    | ニタイ        | 第9位 DS     | 0         |
| 今井孝則 26歳・男 不動産営業マン             | トイトイ    | ニタイ        | 第8位 陪審員 | 5         |
| 水田美保 18歳・女 自衛隊志望                 | トイトイ    | ニタイ        | 第7位 陪審員 | 4         |
| 松井恵美子 32歳・女 エアロビインストラクター | ワッカ      | ニタイ        | 第6位 陪審員 | 7         |
| 岩本幸喜 34歳・男 いちご農園経営             | トイトイ    | ニタイ        | 第5位 陪審員 | 3         |
| 辰巳貴子 29歳・女 OL                         | ワッカ      | ニタイ        | 第4位 陪審員 | 14        |
| 湯浅佑介 19歳→20歳・男 土木作業員            | トイトイ    | ニタイ        | 第3位 陪審員 | 1         |
| 関口咲子 27歳・女 家事手伝い                 | ワッカ      | ニタイ        | 準優勝       | 1         |
| 河村麻美 22歳・女 コンビニ店員               | トイトイ    | ニタイ        | 優勝         | 2         |

- 「DS」はドクターストップを表す。

- ロケ地： 日本 北海道三笠市幌内炭鉱跡地
- 収録期間：2002年6月-7月
- 放送期間：2002年7月-9月
- 放送回数：10回

シリーズの特徴
唯一寒冷地で行われたシリーズ。収録時期が夏だったはいえ、山間地で早朝は4℃を記録していた。
チャレンジの際のユニフォームが統一された。チーム戦ではチームカラーの、個人戦ではオレンジ色の作業着風戦闘服であった。
チーム戦の物資調達チャレンジでの奪い合いのルールが追加された。互いに持ち込んだ物資を賭け、勝利チームが総取りする。
日本版サバイバーではこのシリーズのみ、合流人数が9人（他シリーズは10人）であった。合流後は両チームともそれまでの住居を破棄し、指定された新たな場所へ居住地を移すルールであった（3rdシリーズも同様）。またこのシリーズのみ、オープニングクレジットが合流前と合流後で変更され、合流後は個人戦進出者のみの仕様となっていた。
他のシリーズでは追放者は審議会会場の出口から徒歩で退場していたが、このシリーズでは審議会端に停められたジープに乗せられて退場した。
追放審議会ではほぼ毎回、ネプチューンのメンバーの1人がガイドスタッフ戸北とともに司会進行を務めた。
一方のチームのリーダーが初めは職業柄（例：ボーイスカウト隊長、自衛官経験者）から選ばれていたのだが、後にふさわしくないと判断され、統率の執れる人間を新しいリーダーに選ばれており、もう一方のチームリーダーはチームとしての追放審議会に初めて参加した当時は不在だったが、後に自らの立候補や他の参加者の推薦によりリーダーが決定している（3rdシリーズも同様）。
男性がチーム戦で5人脱落し、個人戦ではワッカチームの女性とトイトイチームの男性が恋愛する所から裏切りという結果となった女性優位のシリーズであった。個人戦では前シリーズのデレブチームのようにトイトイチーム多数で合流したものの、前シリーズとは異なり元トイトイのメンバーが追放されるようになった。
チーム名
アイヌ語から。
- ★トイトイチーム（Toytoy＝「大地」 ※放送では大地と言っていたが実際は「土」）

- 平均年齢 - 27.8歳（メンバー8人の平均）
- チームリーダー - 荒木啓裕→今井孝則

- ●ワッカチーム（Wakka＝「水」）

- 平均年齢 - 31.1歳（メンバー8人の平均）
- チームリーダー - 不在→関口咲子

- 合流後：ニタイチーム（Nitay＝「森」）

追放免除の証：ニポポ
追放審議会の会場
パークの出口付近に設置。追放者がすぐ乗れるようジープが会場脇に停めてある。
★トイトイチーム
| 参加者名 （参加当時の年齢・性別） | 参加当時の 職業    | 成績   | サバイバーとしての経歴・備考 |
| --------------------------------- | ------------------ | ------ | --- |
| 荒木啓裕 （29歳・男）             | ボーイスカウト     | 第10位 | 初代チームリーダーとしてメンバーを引っ張ってきたが、その傍ら米の盗み食いをするなど挙動不審が目立つようになり、そのことが原因で最初の審議会で河上が身代わりとして追放されることになり、チームリーダーの座を辞退し、トイトイサイドのダークヒーローに転落。チーム戦最後の追放免除チャレンジで敗北したことで、他のチームメンバーに用済みにされる形でチーム戦最後の追放者となった。 |
| 今井孝則 （26歳・男）             | 不動産営業マン     | 第8位  | 当初は連勝続きのせいか体力面で活躍した普通のイケメンのようだったが、荒木がチームリーダーを辞退し後任のチームリーダーに選ばれてからは手腕を発揮し、無事合流を果たす。旧ワッカを全滅するとメンバーに約束をして結束を深めるが、個人戦最初の追放免除チャレンジが終わった直後に橋場がドクターストップになったことですでに旧トイトイの結束が崩壊していたことを知らしめることになってしまう。陪審員に回った後は、旧ワッカメンバーがファイナルまでしぶとく生き残ったことに終始冷静を保ったが、旧ワッカを全滅するというスタンスを崩さなかったことが後の最終投票で旧トイトイから最強をサバイバーを出した立役者となる。 |
| 岩本幸喜 （34歳・男）             | いちご農家経営     | 第5位  | クマさんの愛称で親しまれており、自慢の体力がチャレンジの連勝につながっている。チーム戦最後の物資調達チャレンジに勝利したことがきっかけで関口と同盟を組むきっかけとなった。合流後も関口と同盟を組み、戦況を見極めながら追放する人を決めている。チャレンジでも3連勝を果たすなど無類の強さを見せたが、湯浅に「恋にうつつを抜かされている」と非難された上、追放免除チャレンジでも勝利を逃したことが原因で脅威な存在とみなされ、さらに、関口にも裏切られてしまい、河村以外のメンバーによって標的にされてしまった。個人戦中盤までの主役的な立ち位置であった。本家では追放が原因で最強のサバイバーにはなれなかったが、数年後に他局が放送した「TVチャンピオン」無人島王選手権の1回目に参加し優勝本命の参加者がトラブルに見舞われたがためにまさかの優勝を果たし、他局で”最強のサバイバー”となった。 |
| 河上文子 （48歳・女）             | トライアスロン主婦 | 第12位 | シリーズ最年長。チャレンジなどで連勝に貢献するが、荒木がリーダーとしてあるまじき行為をしてからは精神面で追い詰められ、挙句の果てにコメをわざとぶちまける暴挙に出たがために、初敗北した後の追放審議会で荒木の身代わりになるいう憂き目にあう。 |
| 河村麻美 （22歳・女）             | コンビニ店員       | 第1位  | チーム戦でも無難で勝ち残り、チーム戦最後の物資調達チャレンジで体調を崩した水田を看るなど優しい一面を持つ。合流後は水田同様トイトイの結束を信じるも、橋場のドクターストップがきっかけで松井と同盟を組むが、対立する辰巳によって水田・松井と立て続けに仲間を失うも、辰巳が追放されるまで抵抗をし続けた。個人戦終盤では主役兼ヒロインの立ち位置に収まった。 |
| 橋場まゆ （26歳・女）             | ホステス           | 第9位  | 追放免除チャレンジで初の敗北を喫した後の追放審議会で唯一河上を庇う。物資調達チャレンジで勝利し関口を招待した際、食事の席で一人取り残されるが、連勝続きが功を奏し無事合流を果たすも、個人戦最初の追放免除チャレンジが終わった直後に体調を崩し、無念のドクターストップとなった。そのことで、水田と河村は旧ワッカで孤立した松井と同盟を組むきっかけとなった。 |
| 水田美保 （18歳・女）             | 自衛官志望         | 第7位  | 恋人を見つける目的で参加したシリーズ最年少。体力面で活躍し連勝続きだったが、チーム戦最後の物資調達チャレンジで体調を崩してしまう一幕も。合流後はトイトイの結束を信じていたが、橋場のドクターストップがきっかけで河村と共に松井と同盟を組み、辰巳に反抗するが、辰巳に直接反論したことがきっかけで恋人を見つける前に去ってしまうことに。 |
| 湯浅佑介 （19歳・男）             | 土木作業員         | 第3位  | 土木作業で培った体力によりチーム戦で追放されることもなく無事合流を果たし、今井と共に辰巳と同盟を組み、彼女に反感を持つメンバーを追放するダークヒーロー的な一面を見せるが、岩本が去った後はダークヒーロー的な一面は鳴りを潜める形で辰巳を裏切ったことがきっかけで、辰巳追放の立役者となるも、河村が最強のサバイバーになるための礎にされた。岩本同様、「TVチャンピオン」無人島王選手権に参加したが、岩本が優勝した1回目ではなく2回目の方に参加し、ファイナルに進出した2人のうちの1人になるも、準優勝となり、他局でも”最強のサバイバー”の座を逃していた。 |

●ワッカチーム
| 参加者名 （参加当時の年齢・性別） | 参加当時の 職業          | 成績   | サバイバーとしての経歴・備考 |
| --------------------------------- | ------------------------ | ------ | --- |
| 新井乃武喜 （30歳・男）           | プロギャンブラー         | 第16位 | 事前に勉強したと称して場を主導しようとして松本以上にチームの輪を崩し、結果、松本よりも体力面に劣っていたことが理由で最初の追放者に。 |
| 石山雄三 （24歳・男）             | もんじゃ焼き屋           | 第15位 | チームの大黒柱として生活面でも体力面でも活躍したが、古傷の悪化が原因でドクターストップとなってしまう。そのことが原因でチャレンジで連敗地獄を味わい、松岡、山中と立て続けに追放されることになった。 |
| 関口咲子 （27歳・女）             | 家事手伝い               | 第2位  | オーディションの時から戦略的に生き残り、岩本に恋心を抱かせ彼が脅威な存在になるとすぐ切り捨てる魔性の女。心理戦を駆使して無難に生き残り、チーム戦最後の物資調達チャレンジでトイトイに招待されたことで合流後に岩本と同盟を組む。岩本との二人三脚で戦略を練るも、ベスト4目前で原点に返り岩本を裏切る。岩本追放後もファイナルを見据えての戦略を練り、最後の追放審議会で河村に命拾いされる形でファイナルに残る。チーム戦終盤から個人戦中盤まではワッカサイドの主役兼ヒロインだった。                                                                                             |
| 辰巳貴子 （29歳・女）             | OL                       | 第4位  | 1stの小野に並ぶ黒幕的存在であり、影のチームリーダーとして暗躍し、脅迫やデマを駆使して自分の意にそぐわないメンバーを次々と追放していった。合流後もデマや脅迫などでしぶとく生き残ってきたが、同盟を組んでいた湯浅の裏切りに遭い、ベスト3目前で引導を渡されることとなったシリーズ全体を通してのダークヒロインである。 |
| 松井恵美子 （32歳・女）           | エアロビインストラクター | 第6位  | 体力面で活躍し、松本を失った後は1人で孤立するも、チーム戦最後の追放免除チャレンジで勝利したことで無事合流を果たし、ドクターストップとなった橋場の影響で水田・河村と同盟を組むも、ベスト5目前で辰巳らの標的にされた。 |
| 松岡ひとみ （29歳・女）           | ダンプ運転手             | 第14位 | 体力には自信があったが、辰巳がチームリーダーに関口を立てるという案を出したことがきっかけで辰巳に反抗したがために、チームの初勝利を果たすこともかなわなかった。 |
| 松本文男 （43歳・男）             | 運転代行業社長           | 第11位 | ワッカサイドの主役で、チームリーダーに立候補する傍ら、感情的な振る舞いが原因でメンバーの反感を買ってしまうが、体力面を考慮されたことで難を逃れ、追放免除チャレンジに初勝利した際の男性が松本1人という有様だった。その後の敗北で辰巳の策略にはまってしまった上に累積勝負で辰巳に負けてしまい、合流を目前にパークを去ることになった。彼の他に松岡や松井ら体力派がいることで良心的なチームとなっていたが、松岡と自身の追放後はワッカの状態が悪化の一途をたどり、脅迫やデマをいとわない狡猾なチームへと変貌することになり、トイトイの今井がワッカの早期全滅を掲げるようになる。 |
| 山中美明 （35歳・男）             | 電気屋の婿養子           | 第13位 | 生活面では活躍したものの、サバイバル生活に対する士気を失ってしまい、衛星中継で見ていた吉野、簑島を除いた1stシリーズのサバイバーの目の前でつるし上げにされた。 |

チーム戦
ワッカは、最年長を理由に自らリーダーに立候補する一方で感情的に振舞うなどして反感を買った松本や、事前に勉強してきたと称して一方的に場を主導しようとする新井など、自己主張の激しいメンバーが多くまとまらない。逆に比較的若年層が集まったトイトイは、ボーイスカウト荒木や年長者たちを中心に、協調的な生活を形作っていく。最初の追放免除はワッカが敗北。ここで追放者に選ばれたのは、信頼を失った松本ではなく、物言いが反感を買い体力面でも松本に劣っていた新井だった。さらにその翌日、体力のあるスポーツマンでワッカの大黒柱と目されていた石山が、古傷の頚椎ヘルニアを悪化させてドクターストップ。年長組の男性2人と女性4人となったワッカはチャレンジで圧倒的に不利となり、物資調達チャレンジを含めて5連敗を喫した。その間、体力面では劣るものの発言力でメンバーを圧倒していた辰巳が、関口を表のリーダーに立てつつワッカの裏リーダーとして暗躍。辰巳に同調しなかった松岡が事実上の満票で追放され、生活面で活躍するものの、サバイバル生活に対する士気を失っていた山中も追放となる。山中追放の際には、4人になってしまった生き残り全員が涙を流して見送り、悲壮な空気が漂った。
一方8人が生き残るトイトイチームは、リーダー荒木が体力と統率力でチームを勝利に導く半面、純粋なサバイバルへのこだわりと称して秘かに米を盗み食いするなど自分勝手な振る舞いが目立ち始め、徐々にチームメンバーの不満を集めていた。そんなトイトイが3度目の追放免除に勝利していた頃、留守中のトイトイ生活地で火の不始末による火事が発生。獲得物資はおろか個人の持ち込み荷物までもが焼けてしまう。トイトイの士気が大きく下がった4回目の追放免除チャレンジで、ワッカが遂に初勝利。トイトイは初の審議会を前に、女性最年長・河上が口火を切る形で、荒木の盗み食いに対して怒号交じりの追及が始まる。そこで河上は感情が抑えきれず、米の容器を蹴り飛ばして米を地面に撒いてしまう。最終的にトイトイはチームの戦力を考慮して荒木を残す選択をし、長期間のサバイバル生活で精神的にも追い詰められてしまった河上を追放、信頼を失ったリーダーの座は今井が引き継ぐこととなった。
次の追放免除に敗れたワッカの4人は、辰巳が唯一の男性である松本を落として女性3人での生き残りを画策する一方、女性3人の中では体力派の松井が、体力的に弱く生活面でも貢献しない辰巳に投票、辰巳と松本に2票ずつが投じられて分裂。累積票判定で松本が追放され、松井は孤立してしまう。その間、辰巳は関口とともに合流後を見据え、トイトイ男性陣に取り入る戦略を練っていた。直後の物資調達チャレンジで圧勝したトイトイは、賞品である招待権付きバーベキューにおいて、岩本が個人的に気になっていた関口を招待。関口は岩本に急接近する。またこのバーベキューにおいて、関口を取り囲む男性陣の傍ら、食べ過ぎによる体調不良を起こした水田と彼女を看る河村、食事の席に一人取り残された橋場といった形で事実上トイトイが分裂、後の個人戦に多大な影響をもたらすことになる。チーム戦最後の追放免除チャレンジはトイトイが敗れ、個人戦開始前でもはやチームの力を気にする必要のなくなったトイトイは前リーダー・荒木を追放する選択をした。
チャレンジと追放審議会の結果内訳
| チャレンジ名             | 分類     | トイトイチーム                                       | トイトイチーム                                       | トイトイチーム                                       | トイトイチーム                                       | トイトイチーム                                       | トイトイチーム                                       | トイトイチーム                                       | トイトイチーム                   | ワッカチーム       | ワッカチーム       | ワッカチーム       | ワッカチーム       | ワッカチーム       | ワッカチーム   | ワッカチーム | ワッカチーム | 投票結果                        |
| チャレンジ名             | 分類     | 岩本                                                 | 今井                                                 | 湯浅                                                 | 橋場                                                 | 水田                                                 | 河村                                                 | 荒木                                                 | 河上                             | 辰巳               | 関口               | 松井               | 松本               | 山中               | 松岡           | 石山         | 新井         | 投票結果                        |
| ------------------------ | -------- | ---------------------------------------------------- | ---------------------------------------------------- | ---------------------------------------------------- | ---------------------------------------------------- | ---------------------------------------------------- | ---------------------------------------------------- | ---------------------------------------------------- | -------------------------------- | ------------------ | ------------------ | ------------------ | ------------------ | ------------------ | -------------- | ------------ | ------------ | ------------------------------- |
| そり引き丸太倒し         | 追放免除 | 免除                                                 | 免除                                                 | 免除                                                 | 免除                                                 | 免除                                                 | 免除                                                 | 免除                                                 | 免除                             | 新井               | 新井               | 新井               | 新井               | 新井               | 関口           | 松本         | 松本         | 新井 追放 石山 ドクターストップ |
| 騎馬相撲                 | 物資調達 | 「玄米」獲得                                         | 「玄米」獲得                                         | 「玄米」獲得                                         | 「玄米」獲得                                         | 「玄米」獲得                                         | 「玄米」獲得                                         | 「玄米」獲得                                         | 「玄米」獲得                     | （玄米を失う）     | （玄米を失う）     | （玄米を失う）     | （玄米を失う）     | （玄米を失う）     | （玄米を失う） | -            | -            |                                 |
| ファイアートライアスロン | 追放免除 | 免除                                                 | 免除                                                 | 免除                                                 | 免除                                                 | 免除                                                 | 免除                                                 | 免除                                                 | 免除                             | 松岡               | 松岡               | 松岡               | 松岡               | 松岡               | 辰巳           | -            | -            | 松岡 追放                       |
| 吹き矢（未放送）・槍投げ | 物資調達 | 「調味料」10種・「防水帆布」獲得                     | 「調味料」10種・「防水帆布」獲得                     | 「調味料」10種・「防水帆布」獲得                     | 「調味料」10種・「防水帆布」獲得                     | 「調味料」10種・「防水帆布」獲得                     | 「調味料」10種・「防水帆布」獲得                     | 「調味料」10種・「防水帆布」獲得                     | 「調味料」10種・「防水帆布」獲得 | （防水帆布を失う） | （防水帆布を失う） | （防水帆布を失う） | （防水帆布を失う） | （防水帆布を失う） | -              | -            | -            |                                 |
| 夜相撲                   | 追放免除 | 免除                                                 | 免除                                                 | 免除                                                 | 免除                                                 | 免除                                                 | 免除                                                 | 免除                                                 | 免除                             | 山中               | 山中               | 松本               | 山中               | 辰巳               | -              | -            | -            | 山中 追放                       |
| スイカ運びリレー         | 物資調達 | 「スイカ＆お風呂セット」獲得                         | 「スイカ＆お風呂セット」獲得                         | 「スイカ＆お風呂セット」獲得                         | 「スイカ＆お風呂セット」獲得                         | 「スイカ＆お風呂セット」獲得                         | 「スイカ＆お風呂セット」獲得                         | 「スイカ＆お風呂セット」獲得                         | 「スイカ＆お風呂セット」獲得     | -                  | -                  | -                  | -                  | -                  | -              | -            | -            |                                 |
| いのちの糸を切るな!      | 追放免除 | 河上                                                 | 河上                                                 | 河上                                                 | 荒木                                                 | 河上                                                 | 河上                                                 | 河上                                                 | 荒木                             | 免除               | 免除               | 免除               | 免除               | -                  | -              | -            | -            | 河上 追放                       |
| ショットブーメラン       | 物資調達 | 「釣り針セット」獲得                                 | 「釣り針セット」獲得                                 | 「釣り針セット」獲得                                 | 「釣り針セット」獲得                                 | 「釣り針セット」獲得                                 | 「釣り針セット」獲得                                 | 「釣り針セット」獲得                                 | -                                | -                  | -                  | -                  | -                  | -                  | -              | -            | -            |                                 |
| 丸太を運べ!              | 追放免除 | 免除                                                 | 免除                                                 | 免除                                                 | 免除                                                 | 免除                                                 | 免除                                                 | 免除                                                 | -                                | 松本               | 松本               | 辰巳               | 辰巳               | -                  | -              | -            | -            | 松本 追放（累積3票）            |
| 丸太水風船合戦           | 物資調達 | 「バーベキューセット」獲得 （相手チームから1人招待） | 「バーベキューセット」獲得 （相手チームから1人招待） | 「バーベキューセット」獲得 （相手チームから1人招待） | 「バーベキューセット」獲得 （相手チームから1人招待） | 「バーベキューセット」獲得 （相手チームから1人招待） | 「バーベキューセット」獲得 （相手チームから1人招待） | 「バーベキューセット」獲得 （相手チームから1人招待） | -                                | -                  | 招待               | -                  | -                  | -                  | -              | -            | -            |                                 |
| 丸木舟ハイ＆ロウ         | 追放免除 | 荒木                                                 | 荒木                                                 | 荒木                                                 | 荒木                                                 | 荒木                                                 | 荒木                                                 | 河村                                                 | -                                | 免除               | 免除               | 免除               | -                  | -                  | -              | -            | -            | 荒木 追放                       |

個人戦
新たな居住地でトイトイ6人、ワッカ3人で合流。しかし分裂を極めた旧トイトイは6人でまとまりきることが出来ず、旧ワッカ関口は旧トイトイ岩本と接近、旧ワッカ辰巳は旧トイトイ男性陣の今井・湯浅に取り入り、自身と対立する旧ワッカ松井を落とすよう持ち掛けていた。個人戦最初の追放免除チャレンジは辰巳が制したが、直後に旧トイトイ・橋場が倒れてドクターストップ。旧トイトイ女性陣の河村と水田は危機感を抱き、反辰巳として孤立していた旧ワッカ松井と接近して女性3人同盟を組む。体力上優位な男性陣を切り崩しておきたい関口も思惑が一致し、旧トイトイ2代目リーダー・今井が、旧トイトイ岩本を含む5票を受けて追放される。その後の追放免除チャレンジでは岩本が2連勝して力を見せ、松井中心の3人同盟が結束を保つという展開。不利に立たされた辰巳は、デマや脅迫などの心理的作戦を駆使して女性3人同盟の切り崩しを図り、一度は松井らに同調した関口・岩本組も辰巳側に乗り換え、辰巳に直接反論して彼女の怒りを買った水田、女性3人同盟の中心人物であった松井が立て続けに追放される。しかし辰巳側の4人も盤石ではなく、物資調達チャレンジで勝利した岩本が、関口に物資の一部をあげるなど私情といえる行動を重ね、湯浅から「恋にうつつを抜かしてる」と愛想を尽かされるなどしていた。そんな中で開催された追放免除チャレンジで、1人孤立していた河村が九死に一生の勝利を収める。これまでのチャレンジで圧倒的な強さを見せつけてきた岩本は一転して脅威と見なされ、恋愛関係とさえ思われた関口にも裏切られて追放（ただしその裏には、岩本が「関口とのベスト2になれば、旧トイトイが多数派になる陪審員投票で自分が有利になる」という目論見を自ら関口に漏らしてしまうという失策もあった）。残り4人になった段階で、湯浅が追放免除権を初めて獲得。関口は河村を取り込んでの辰巳落としを画策、湯浅も関口・河村に同調する形で裏切り辰巳の追放が決まる。最後の追放免除は河村が勝ち取り、男性最後の生き残り湯浅を最強のサバイバーとなるための脅威と判断して追放した。湯浅は1stの中島と同様、それまで誰からも票を入れられていない無累積での最終追放者となった。
チャレンジと追放審議会の結果内訳
| チャレンジ名                     | 分類     | 勝者 | （合流）ニタイチーム | （合流）ニタイチーム | （合流）ニタイチーム | （合流）ニタイチーム | （合流）ニタイチーム | （合流）ニタイチーム | （合流）ニタイチーム | （合流）ニタイチーム | （合流）ニタイチーム | 投票結果／ 物資の内容                        |
| チャレンジ名                     | 分類     | 勝者 | 河村                 | 関口                 | 湯浅                 | 辰巳                 | 岩本                 | 松井                 | 水田                 | 今井                 | 橋場                 | 投票結果／ 物資の内容                        |
| -------------------------------- | -------- | ---- | -------------------- | -------------------- | -------------------- | -------------------- | -------------------- | -------------------- | -------------------- | -------------------- | -------------------- | -------------------------------------------- |
| 大滑車玉入れ                     | 追放免除 | 辰巳 | 今井                 | 今井                 | 松井                 | 松井                 | 今井                 | 今井                 | 今井                 | 松井                 | -                    | 橋場 ドクターストップ 今井 追放              |
| パチンコ皿割ゲーム（未放送）     | 物資調達 | 河村 | 獲得                 | -                    | -                    | -                    | -                    | -                    | -                    | -                    | -                    | 「ペロペロキャンディー」4本                  |
| 片足耐久                         | 追放免除 | 岩本 | 辰巳                 | 水田                 | 水田                 | 水田                 | 水田                 | 辰巳                 | 辰巳                 | -                    | -                    | 水田 追放                                    |
| ジャガイモ早運びゲーム（未放送） | 物資調達 | 河村 | 獲得                 | -                    | 招待                 | -                    | -                    | -                    | -                    | -                    | -                    | 「ジャガイモ料理」各種 （1人を指名して招待） |
| ニポポ救出大作戦                 | 追放免除 | 岩本 | 辰巳                 | 松井                 | 松井                 | 松井                 | 松井                 | 辰巳                 | -                    | -                    | -                    | 松井 追放                                    |
| 沢登りトライアスロン             | 物資調達 | 岩本 | -                    | -                    | -                    | -                    | 獲得                 | -                    | -                    | -                    | -                    | チャレンジ内で獲得した物資※                  |
| 耐久鬼ごっこ                     | 追放免除 | 河村 | 辰巳                 | 岩本                 | 岩本                 | 岩本                 | 辰巳                 | -                    | -                    | -                    | -                    | 岩本 追放                                    |
| 不眠耐久                         | 追放免除 | 湯浅 | 辰巳                 | 辰巳                 | 辰巳                 | 河村                 | -                    | -                    | -                    | -                    | -                    | 辰巳 追放                                    |
| 追放者クイズ                     | 追放免除 | 河村 | 湯浅                 | -                    | -                    | -                    | -                    | -                    | -                    | -                    | -                    | 湯浅 追放                                    |

※生活に必要な物資（歯ブラシ、ブラシ、カミソリ、綿棒、蚊取り線香）、トウモロコシ、スイーツ（シュークリーム、ショートケーキ、クッキー、チョコレート、角砂糖）。うち勝者が獲得したのは、ブラシ、トウモロコシ3個、シュークリーム。ブラシは女性陣に提供し、シュークリームは勝者岩本が恋愛関係にあった関口に分け与えた。
最終投票
質疑応答で関口は、合流時点で「ワッカ3人：トイトイ6人」かつ結果的に個人戦チャレンジ0勝という圧倒的力不足の状況を覆さざるを得ない状況だったとはいえ、投票ごとに組む相手を変え、最も親密と目されていた岩本をも切り捨ててきた点について、「オーディションの時から戦略的に振る舞ってきた」など戦略性の高さとして好評価するよう訴える手に出たが、陪審員たちの反感を和らげるには至らず、また陪審員からの追及に対して正直すぎる返答を繰り返したことで策を露呈する形となってしまった。
一方の河村は、チーム戦開始当初こそ生活面では目立たなかったものの、39日間を通じて成長を遂げたことで一人前のサバイバーとして認められ、盟友の松井・水田を含む全員の支持を得て満票での優勝を手にした。
| 陪審員→ | 今井 | 水田 | 松井 | 岩本 | 辰巳 | 湯浅 | 票数 |
| 河村    | ●    | ●    | ●    | ●    | ●    | ●    | 6    |
| 関口    |      |      |      |      |      |      | 0    |

エピソード
- 初回の放送のテロップで、トイトイの橋場にワッカのマークが、ワッカの新井にトイトイのマークがつくミスが発生していた。
- ワッカ3回目の追放審議会では、1stシリーズ最終回の生放送が行われていたスタジオの様子がモニターに衛星中継で映し出された。その回では1stの松尾が連敗の続くワッカに対してコメントしている。
- 3回目の放送はメンバー紹介をしていた。しかしそれもあり追放審議会を最後まで放送できず、4回目の最初で続けて放送された。またテレビ雑誌での4回目の放送の見所紹介時に追放者が分かってしまう現象が発生した。
- 湯浅の年齢が当初は19歳だったが、途中で20歳と表記されていたことから、参加中に20歳の誕生日を迎えていた模様。 また河村は当初22歳だったが、放送期間中に誕生日を迎えてその後は23歳と表記されるようになった。
- チーム戦3回目の追放免除チャレンジ中にトイトイチームの居住地で火災が発生。原因は焚き火を覆っていたシートに飛び火したものと見られた。サバイバル生活中とは言え周辺一帯をも巻き込む可能性もあったため、スタッフがあわてて奔走するシーンが放送された（実際にスタッフが参加者達より先に消火したのかは不明）。火事を起こした要因を作ったのが荒木の責任にされ、この影響からかトイトイチームはチームの結束が崩れてしまった。
- ワッカ辰巳は当初関口と同様に体力的に弱かったが、強い言動力でなんとか生き残っていた。これが実質ワッカ連敗の原因ともなっていた。序盤にメンバー追放の続いたワッカではチーム戦の時点で同盟などの心理的戦略が重視されるようになり、ワッカの女性3人で優位に立っていた辰巳は合流後もデマを流すなどの心理作戦を行った。辰巳は旧トイトイの結束の弱さにも助けられ残っていたが、目立つことが裏目に出て危険視されるようになり、チーム戦の頃から辰巳についていたの関口、同盟を結んだ湯浅の裏切りで追放された。なお、辰巳の最終的な追放票数は14で、歴代出場者の中で最も多く投票されていた。
- 個人戦で物資調達チャレンジ2回分は実施されていたが放送時間の都合上放送されなかった。この時は2回とも河村が勝利していた（岩本のHP「サバイバー日記」より）。
- ベスト4で行われた「不眠耐久チャレンジ（ベッドの上で最後まで眠らなかった参加者が勝利という内容）」では、1stシリーズで準優勝した元僧侶・吉野大輔が登場して読経と説法を披露、参加者を眠らせようとした。

### 3rd series in Phillipine
| 参加者                               | 初期 チーム | 合流後 チーム | 最終 成績    | 追放 票数 |
| ------------------------------------ | ----------- | ------------- | ------------ | --------- |
| 早川美幸 24歳・女 ホステス           | ダラヒ ガン |               | 第16位       | 7         |
| 原尚子 22歳・女 山手の女子大生       | ダラヒ ガン |               | 第15位       | 5         |
| 玉置恵子 23歳・女 商社OL             | ウンパス    |               | 第14位 DS    | 0         |
| 上田利英子 27歳・女 帰国子女         | ウンパス    |               | 第13位       | 6         |
| 中島佑季 24歳・女 看護師             | ウンパス    |               | 第12位       | 4         |
| 服部茂雄 23歳・男 フリーター         | ダラヒ ガン |               | 第11位       | 4         |
| 宮西秀実 24歳・男 電器店経営         | ウンパス    | ティゴム      | 第10位       | 6         |
| 木津谷美納 29歳・女 主婦             | ダラヒ ガン | ティゴム      | 第9位 陪審員 | 4         |
| 砂子清志 32歳・男 セールスマン       | ウンパス    | ティゴム      | 第8位 陪審員 | 5         |
| 吉岡智之 27歳・男 元自衛官           | ダラヒ ガン | ティゴム      | 第7位 陪審員 | 6         |
| 大木淳子 27歳・女 イラストレーター   | ダラヒ ガン | ティゴム      | 第6位 陪審員 | 10        |
| 平山功明 24歳・男 旅館の跡取り       | ウンパス    | ティゴム      | 第5位 陪審員 | 6         |
| 石原行雄 33歳・男 国際派ルポライター | ダラヒ ガン | ティゴム      | 第4位 陪審員 | 5         |
| 相吉いずみ 19歳・女 専門学生         | ウンパス    | ティゴム      | 第3位 陪審員 | 5         |
| 菅原聖 26歳・男 飲食店店長           | ダラヒ ガン | ティゴム      | 準優勝       | 9         |
| 蛯沢康仁 27歳・男 解体業             | ウンパス    | ティゴム      | 優勝         | 2         |

- 「DS」はドクターストップを表す。

- ロケ地： フィリピン シキホール島
- 収録期間：2002年9月-10月
- 放送期間：2002年10月-12月
- 放送回数：9回

シリーズの特徴
このシリーズからの新ルールとして、ゲームで競い合うのではなく、伝言板でチームに与えられた課題をクリアすることで物資が獲得できる形の物資調達チャレンジが新たに登場。ただし3rdでは従来通りのゲームによる物資調達チャレンジも存在した。また3rd,4thのチーム戦のチャレンジでは、各チームともチームカラーのTシャツを着て臨むことになった。
このシリーズ以降、各サバイバーは1つずつ「癒しの娯楽品」を生活地に持ち込むことが許されるようになった（例：トランプ、楽器（例：アコーディオン、ハーモニカ）、家族や恋人の写真、ビーチボール、シャボン玉セットなど）。なお、サバイバル生活の道具として使うことはできず、明らかに生活に役立つと見なされる道具は持ち込みもできない。
通常オープニングクレジットの参加者紹介順は黄色チームのメンバー→水色チームのメンバーの順で紹介するのだが、3rdシリーズのみ、水色チームのメンバー→黄色チームのメンバーの順で紹介された。
3rdおよび4thシリーズでは、陪審員になれずに追放されたサバイバー（16位から10位のメンバー）を、スタジオに出演させてコメントさせていた。また3rdのみサバイバーゲストとして山田邦子や三浦理恵子な安達祐実どの芸能人を呼んでコメントさせていた。
参加者達が2ndシリーズの途中までの放送を視聴していたためか、女性を警戒する男性参加者が多く存在し、前回とは対照的に、女性がチーム戦で5人も脱落した。個人戦で初の少人数同盟で火蓋が切られた男性優位のシリーズとなった。
全シリーズの個人戦の中では、同盟間での裏切りらしい裏切りはなく、追放免除権を獲得した人物と同盟を組んでいる人間が標的となり、他メンバーによって追放されるという傾向がみられる珍しいシリーズとなった。
チーム名
合流前のチーム名は生活地のビーチの名前から。
- ●ダラヒガンチーム（Dalahican）

- 平均年齢 - 26.4歳（メンバー8人の平均）
- チームリーダー - 吉岡智之→菅原聖

- ★ウンパスチーム（Ompus）

- 平均年齢 - 25歳（メンバー8人の平均）
- チームリーダー - 不在→蛯沢康仁

- 合流後：ティゴムチーム（Tigum＝ビサヤ語で「合流」）

追放免除の証：カラッグ
追放審議会の会場
森に流れている川の側に会場を設置。
●ダラヒガンチーム
| 参加者名 （参加当時の年齢・性別） | 参加当時の 職業    | 成績   | サバイバーとしての経歴・備考 |
| --------------------------------- | ------------------ | ------ | --- |
| 石原行雄 （33歳・男）             | 国際派ルポライター | 第4位  | 海外ネタに精通するシリーズ最年長。ダラヒガンきっての頭脳派で菅原の盟友。最初の課題である火おこしを達成し生活面でリードする。鶏のジェニーとの一件で服部と友情を芽生え始めるが、「豊かな感受性はサバイバルにおいては欠点にもなる」という理由から累積票稼ぎとして投票、服部の追放が決まると珍しく感極まり、涙を流した。女性陣ほどではないが体力面では普通の男性並みでウンパス男性陣や盟友の菅原に劣っている一面があり、チーム戦での物資調達チャレンジに負けて以降、チャレンジで敗北が続くも、1stの松尾のように味のあるダークヒーローとして追放審議会で場の空気を掌握するなど強運と自らの戦略でしぶとく生き残る。盟友の菅原が体調不良に陥り、無事回復した後の追放免除チャレンジで平山を脱落し、その後の審議会で平山の追放の立役者となるが、その後の追放審議会での累積勝負で相吉に負けてしまいベスト3目前で去った。 |
| 大木淳子 （27歳・女）             | イラストレーター   | 第6位  | おおらかな性格で、チーム戦の時から他メンバーにサバイバル知識を疑問視されているが、癒しの娯楽品であるスケッチブックで切った木を再利用するためにデザインを作成したりと生活面で大いに貢献しており、無事合流を果たすも本人にとっては予想をしていなかったと語る一方、物資調達チャレンジで勝者に招待されないことを自虐するなど駄々をこねる一面も。吉岡を危険な存在としてマークしており、相吉と共に吉岡追放の立役者となるも、ベスト5目前で相吉を残して散った。 |
| 木津谷美納 （29歳・女）           | 主婦               | 第9位  | 優しい性格で、ダラヒガン女性陣の中ではリーダー的存在であり、追放された早川からも優勝候補として名が挙がっていた。物資調達チャレンジで敗北した後、ウンパスに招待された際、彼らにアドバイスを与えた。合流後は女性同盟のリーダー格として平山同盟の切り崩しにかかり、平山を追放しようと実行に移すが、女性陣の結束を恐れた「石原・菅原組」と「蛯沢・砂子組」によって追放されるという憂き目を負う。 |
| 菅原聖 （26歳・男）               | 飲食店店長         | 第2位  | ダラヒガンサイドの主役的立ち位置で、吉岡がリーダーを辞退した後に服部の推薦を聞き入れ新たなリーダーとして手腕を発揮しており、リーダー就任前にも、自分が見たいという口実で原に癒しの娯楽品として持ってきたシャボン玉セットを吹かせ吉岡を癒そうと計らうなどメンバーからの人望が厚い。自身がかかわる出来事により連勝が続くジンクスを持ち、新たなリーダーになったことでダラヒガンが2連勝することになった。ジェニーの一件では、吉岡が手にかけようとした瞬間、自分のミスで逃がしてしまい、自身も責任感を感じるも、吉岡1人の責任という風向きになったため結果的に不問になる。合流後は盟友の石原と同盟を組み、力だけではウンパスの男性陣には及ばないものの物資調達チャレンジで連勝するなど体力面や頭脳面で他を圧倒する。チーム戦の時から吉岡に反目されており、しぶとく投票され続けられたが、2回目の物資調達チャレンジで相吉を招待し、彼女の密告により吉岡を追放に追い込むことに成功。4回目の物資調達チャレンジの後に体調を崩すが、何とか回復してその後の追放免除チャレンジで2連勝を果たすが、自身が庇った平山が他メンバーによって落とされてしまい、さらに盟友の石原をも失い、最後の追放免除チャレンジを逃してしまうも、最終投票を目前で蛯沢に最強のサバイバーとして認められることになった。 |
| 服部茂雄 （23歳・男）             | フリーター         | 第11位 | 長身が自慢のイケメンで、吉岡がリーダーを辞退した際、真っ先に菅原を新たなリーダーとして推薦した。野生の鶏を見つけた際、ジェニーと名付けて世話をしていたが、鶏を食べるという他メンバーと対立し、菅原と共にジェニーを逃がすというミスを犯した吉岡と天秤をかけた結果、男性初にして且つチーム戦最後の追放者に選ばれた。 |
| 早川美幸 （24歳・女）             | ホステス           | 第16位 | 短気な性格で気性の荒さからチームメイトに警戒されて、満票一致でシリーズ最初の追放者となった。 |
| 原尚子 （22歳・女）               | 山手の女子大生     | 第15位 | ダラヒガン一のアイドル的存在で吉岡から好意を寄せられていたが、体力面を心配していた他メンバーによって真っ先に帰されることになる。 |
| 吉岡智之 （27歳・男）             | 元自衛官           | 第7位  | ダラヒガン初代リーダーに選ばれるが、ナイフや麻袋を失くす・斧を折る・チャレンジで2連敗するなど、リーダーとしての手腕は皆無だった。原に思いを寄せていたが、他メンバーによって追放され孤立し、ついにリーダーを辞退。鶏のジェニーを食しようと手にかけるが、結局菅原と共にジェニーを逃がしてしまい、追放されることを望んでいたが、他メンバーに救われ合流を果たす。合流後は旧ウンパスの宮西・平山と同盟を組むが、宮西を失った後は平山が勝たないと追放されると忠告するが、男性陣によって平山が命拾いされ、さらに、他メンバーからも危険人物としてマークされたため、皮肉にも平山より先に追放されるという憂き目を負ってしまった。チーム戦の時から菅原を反目しており、合流後しつこく彼に票を投じ続けたダラヒガンサイドのダークヒーロー的立ち位置だった。 |

★ウンパスチーム
| 参加者名 （参加当時の年齢・性別） | 参加当時の 職業 | 成績   | サバイバーとしての経歴・備考 |
| --------------------------------- | --------------- | ------ | --- |
| 相吉いずみ （19歳・女）           | 専門学生        | 第3位  | シリーズ最年少でギャルのような口調でしゃべるが、優しい一面を持っており、玉置のドクターストップ、上田・中島と立て続けに追放されたことで孤立し、上田追放以降、女性への投票はしないと誓っている。合流後は、木津谷・大木と同盟を組み、個人戦2回目の物資調達チャレンジで菅原に吉岡が危険と密告したことで吉岡追放に導くが、結束を警戒された男性陣によって木津谷・大木と立て続けに追放され再び孤立。それでも、ベスト3までしぶとく生き残ってきたが、蛯沢が菅原とのリーダー対決を果たすため、ウンパス女性陣の中で唯一陪審員の資格を得た彼女は大きな翼で羽ばたいていった。癒しの娯楽品はトランプで自分勝手な行動をとる上田をよそに他メンバーと遊んでいた。 |
| 上田利英子 （27歳・女）           | 帰国子女        | 第13位 | 体力面や生活面で活躍するが、自分勝手な行動が目立ち、相吉がこの審議会で唯一女性票を投じるなど満票一致となりウンパス初の追放者に選ばれてしまった。癒しの娯楽品はアコーディオンで追放前に演奏をしていた。 |
| 蛯沢康仁 （27歳・男）             | 解体業          | 第1位  | ウンパスサイドの主役でファイティングスピリッツを信条としている。俳優になるためにサバイバル生活に参加。体力面は申し分ない反面、頭脳系のチャレンジでダラヒガン及び個人戦での菅原の勝利を許すなど頭脳面は弱い。ウンパス最初の追放審議会の一件がきっかけで自らリーダーに立候補し、他メンバーの異論がなかったため無事リーダーに就任し手腕を発揮。第2の課題を果たそうとするなど熱血な一面を持ち、楽天派の宮西・平山と対立するようになった。合流後は盟友の砂子と同盟を組み、「石原・菅原組」や女性陣と協力して追放するメンバーを決めていった。しかし、累積票稼ぎのつもりで木津谷に投票し、追放してしまったことが原因で盟友砂子を失い孤立するも、その後の平山の𠮟咤や、個人戦3回目の物資調達チャレンジで菅原に招待され、リーダー対決を実現する約束を交わしたことで再起。自らの強運で難なく生き残り、個人戦最後の追放免除チャレンジで勝利し最強のサバイバーと認めた菅原との勝負に勝つため、女性最後の生き残りである相吉を最後の追放者として羽ばたかせていった。                                                       |
| 砂子清志 （32歳・男）             | セールスマン    | 第8位  | 蛯沢の盟友で底知れぬ力が自慢である一方、ダラヒガンには及ばないが石原の頭脳を警戒したり、チーム戦初盤で生活面でダラヒガンに遅れを取る中、食料をとってきた相吉らを平山と共に一蹴したりと頭脳面でもかなりの切れ者。自身の体力により、体力系の追放免除チャレンジの勝利に貢献している。合流後は蛯沢と同盟を組み、個人戦最初の追放審議会で唯一大木と宮西を庇い石原に累積票を投じたが、後の累積勝負で石原の追放につながる結果を出した。女性陣が平山をターゲットにする中、盟友の蛯沢や石原・菅原と共に木津谷に累積票稼ぎとして票を投じるが、逆に木津谷の追放につながってしまい、さらに追い打ちをかけるように、石原・菅原に底知れぬ力を警戒された上に、木津谷の追放で女性陣からの信頼を失ってしまい、平山が相吉に票を投じたことで累積勝負で救われることなく去っていった。 |
| 玉置恵子 （23歳・女）             | 商社OL          | 第14位 | 体力系のチャレンジで活躍するが、生活面の遅れが原因で衰弱し、看護師の中島の看病もできないまま、ウンパス最初の追放審議会を前にドクターストップとなった。 |
| 中島佑季 （24歳・女）             | 看護師          | 第12位 | 弱っているものを放っておけない性格だが、自身が看病できなかったことが原因で玉置をドクターストップさせたことに責任を感じるなど医療での責任感は強い。蛯沢がリーダーに立候補した際唯一反発したが、ダラヒガンの女性陣よりは力はあるものの体力面で劣っていることを露呈されてしまう。 |
| 平山功明 （24歳・男）             | 旅館の跡取り    | 第5位  | 離島育ちで宮西が最強のサバイバーとして名が挙がるほどサバイバル知識も豊富。生活面で遅れを取っていることを理由に砂子と共に食料をとってきた相吉・上田を一蹴するなどドライな一面があり、後述の出来事が原因でウンパスサイドのダークヒーローとして描かれているが、石原や1stの松尾のようにダークヒーローとしては比較的良識を持っている。チーム戦での物資調達チャレンジの後に蛯沢と衝突するようになり宮西と共に孤立。合流後は吉岡と同盟を組み、個人戦最初の追放免除チャレンジに勝利するが、宮西を失ったことで危機感を抱き、2連勝を目指すもそれも叶わず、女性陣に標的にされるも、女性陣を警戒していた男性陣4人によって命拾いされ、これまでの行いを反省しサバイバル能力を発揮。個人戦3回目の追放審議会でサバイバル能力が欠けているという理由で相吉に投じたことで陰ながら菅原を救ったこともあり、個人戦4回目の物資調達チャレンジで菅原に認められるまでに成長し招待されるが、逆に他メンバーから菅原が体調を崩した責任を問われる形で5つの宝を手に追放された。彼にとって唯一の救いは追放前に菅原と友情を結んだことだった。 |
| 宮西秀実 （24歳・男）             | 電器屋経営      | 第10位 | 優柔不断で、相吉からは「23にもなる男」と自虐されていた。玉置のドクターストップ・上田の追放と数々の不幸に見舞われても、執念で火おこしを続け、第1の課題成功に貢献する。結果的にウンパス男性陣が誰一人かけることなく合流を果たしたが、合流後は吉岡と同盟を組むも、女性陣の切り崩しを旧メンバーに提案したことで相吉と蛯沢の逆鱗に触れてしまい、ウンパス男性陣の中で陪審員の資格を得られることなく個人戦最初の追放者となってしまった。 |

チーム戦
序盤、ダラヒガンは元自衛官・吉岡をリーダー据えチームの結束力を高め、生活面で優位に立つも、投票免除チャレンジではウンパスの男性陣4人や相吉・上田など体力派が数多く揃うウンパスに歯が立たず2連敗を喫する。追放審議会では女性陣に票が集まり、言葉使いが悪くチームの輪を乱すと判断された早川が満票により追放。次に吉岡が好意を持っていた原を守る為、石原と同調し大木に投票するも、健闘空しく吉岡の心の支えとなっていた原が、体力面を考慮され他の4人の手で追放された（尚、最終投票時のスタジオ収録にて、原との交流が現在でも続いている事が吉岡本人の口から明らかにされた）。
ウンパスは2度目の追放免除チャレンジを終えてもまだ火を起こせず生活面で後れをとり、衰弱した玉置がドクターストップとなり失格。中島は看護師であるのにもかかわらず玉置を看病できずドクターストップさせたことに責任感を感じた。一方のダラヒガンは、ナイフや麻袋を失くす、斧を壊す、ゲームで2連敗したことに責任感を強く感じる、心の支えだった原が追放されてしまうなど、まったく良いところなしの吉岡がリーダーを辞退（吉岡の愛称である『隊長』はリーダー辞退後も引き続きチームメンバーが使用している）。その後、服部の推薦により菅原が新リーダーになった。その判断が功を奏し、その後の追放免除チャレンジでダラヒガンが初勝利を納め、ウンパスが初の敗北を喫することとなり、食料調達や体力系チャレンジで活躍を見せていた上田が、当初から自分勝手な行動を取ることが多く協調性に欠けるという理由から満票により追放された。このままではいけないと思った蛯沢がリーダーに立候補したが、中島以外のメンバーからは異論が出なかった為、リーダーは蛯沢に決まる。しかし、ウンパスは火を起こした後の追放免除チャレンジでも敗北。中島は反蛯沢派としてリーダーの蛯沢に投票。さらに、女性に投票するのが上田追放時で最後にしたいと考えていた相吉が中島に同調し蛯沢に投票した（相吉が追放したい相手は中島以外なら誰でも良かったが、消去法で蛯沢に投票すると決めた）が、相吉と比較して体力面・精神面で劣ると判断された中島が男性陣4人に投票され追放。相吉はチームでただ1人の女性となり、中島が去る際には泣き崩れてしまった。
その後、チーム戦で唯一行われた物資調達チャレンジでウンパスが勝利。食事会に木津谷を招待して生活面でのアドバイスをもらった。食事会の後、「切った木をすべて活用する」という第2課題を合流前に達成したいと考える熱血派の「砂子と蛯沢と相吉」、個人戦を見越して第2課題は諦めてココナッツを取りたいと考える楽天派の「平山と宮西」とで言い争いになり、男性陣の亀裂が顕著になる。
最後の追放免除チャレンジでは日本版シリーズ恒例と化した夜相撲が行われ、圧倒的な運動能力の差を見せつけられダラヒガンが敗北。捕獲した鶏を飼おうとする服部が、食べようとする他メンバーと対立する。しかし、菅原と吉岡は鶏を逃がすというミスを犯し、吉岡は服部に侘びて自身が追放される事を望んだが、結局鶏を食べる事に反対していた服部が、チーム戦最後の追放審議会で3rdシリーズ男性初の追放者となった（吉岡を共に鶏を逃してしまった菅原は後任のリーダーに推薦してくれた服部を庇い大木に投票している。）。
チャレンジと追放審議会の結果内訳
| チャレンジ名              | 分類     | ダラヒガンチーム | ダラヒガンチーム | ダラヒガンチーム | ダラヒガンチーム | ダラヒガンチーム | ダラヒガンチーム | ダラヒガンチーム | ダラヒガンチーム | ウンパスチーム                                     | ウンパスチーム                                     | ウンパスチーム                                     | ウンパスチーム                                     | ウンパスチーム                                     | ウンパスチーム | ウンパスチーム | ウンパスチーム | 投票結果                        |
| チャレンジ名              | 分類     | 石原             | 吉岡             | 菅原             | 木津谷           | 大木             | 服部             | 原               | 早川             | 砂子                                               | 蛯沢                                               | 平山                                               | 宮西                                               | 相吉                                               | 中島           | 上田           | 玉置           | 投票結果                        |
| ------------------------- | -------- | ---------------- | ---------------- | ---------------- | ---------------- | ---------------- | ---------------- | ---------------- | ---------------- | -------------------------------------------------- | -------------------------------------------------- | -------------------------------------------------- | -------------------------------------------------- | -------------------------------------------------- | -------------- | -------------- | -------------- | ------------------------------- |
| 土のう運びリレー          | 追放免除 | 早川             | 早川             | 早川             | 早川             | 早川             | 早川             | 早川             | 原               | 免除                                               | 免除                                               | 免除                                               | 免除                                               | 免除                                               | 免除           | 免除           | 免除           | 早川 追放                       |
| 水をこぼすな!バンザイ耐久 | 追放免除 | 大木             | 大木             | 原               | 原               | 原               | 原               | 大木             | -                | 免除                                               | 免除                                               | 免除                                               | 免除                                               | 免除                                               | 免除           | 免除           | 免除           | 原 追放                         |
| ロープほどき              | 追放免除 | 免除             | 免除             | 免除             | 免除             | 免除             | 免除             | -                | -                | 上田                                               | 上田                                               | 上田                                               | 上田                                               | 上田                                               | 上田           | 砂子           | -              | 玉置 ドクターストップ 上田 追放 |
| ジャックフルーツ神経衰弱  | 追放免除 | 免除             | 免除             | 免除             | 免除             | 免除             | 免除             | -                | -                | 中島                                               | 中島                                               | 中島                                               | 中島                                               | 蛯沢                                               | 蛯沢           | -              | -              | 中島 追放                       |
| ココナッツを吊るせ        | 物資調達 | -                | -                | -                | 招待             | -                | -                | -                | -                | 「リッチョンバブイ」獲得 （相手チームから1人招待） | 「リッチョンバブイ」獲得 （相手チームから1人招待） | 「リッチョンバブイ」獲得 （相手チームから1人招待） | 「リッチョンバブイ」獲得 （相手チームから1人招待） | 「リッチョンバブイ」獲得 （相手チームから1人招待） | -              | -              | -              |                                 |
| 夜相撲                    | 追放免除 | 服部             | 服部             | 大木             | 服部             | 服部             | 吉岡             | -                | -                | 免除                                               | 免除                                               | 免除                                               | 免除                                               | 免除                                               | -              | -              | -              | 服部 追放                       |

個人戦
元いた居住地をそれぞれ離れ、新たな居住地でダラヒガン、ウンパス各5人ずつで合流。女性3人組「旧ダラヒガンの大木と木津谷、旧ウンパスの相吉」、冷静沈着の頭脳派で知力系の「旧ダラヒガンの菅原と石原」、熱血派で体力系の「旧ウンパスの蛯沢と砂子」、そしてチーム戦で孤立した反女性派（ベスト9以降は反女性同盟は「菅原・石原」と「蛯沢・砂子」の2つの同盟が中心となったため、反菅原派に転じた）の「旧ダラヒガンの吉岡、旧ウンパス楽天派の平山と宮西」の4つの同盟にまとまる。最初の追放者は菅原を落とそうとする裏工作を石原に見抜かれた挙げ句、大木を追放する提案を出した事でメンバーの反発を買った宮西が追放されるが、大木追放に積極的だった砂子はその大木と宮西どちらも守る為、宮西の動きを見抜いた旧ダラヒガンの石原に累積票稼ぎのため1票投じている。
宮西追放後、平山が次のチャレンジで勝たないと追放される旨を吉岡が平山に示唆する。次の追放免除チャレンジでは相吉が勝利し、その後の追放審議会で平山に投じたのは女性3人に留まった傍ら、反菅原派の平山・吉岡以外の男性陣4人は女性3人組の結束を恐れ、石原・菅原・蛯沢の3人は「女性陣の結束力の脅威さから」、砂子は「条件を求められたための懲らしめとして」という理由で、女性3人組のリーダー格・木津谷に投票したことで彼女の追放が決定（4人は木津谷を追放するつもりはなく、累積票稼ぎのために投じたが、その思惑が偶然にも一致してしまったため、木津谷の追放に繋がった。）、4つのグループは全て2人ずつとなった。この頃から平山に変化が見られ始め、わがままで協調性に欠けていた点を反省し、食糧調達で本領を発揮するようになる。次の追放免除チャレンジでは蛯沢が勝利。砂子が、盟友の蛯沢や反菅原派の吉岡と共に菅原に投票するも、石原と菅原に「底知れぬ力が脅威になる」と判断された上、前回の追放審議会で蛯沢と共に木津谷に累積票稼ぎのつもりで投票し、追放させたのが仇となり女性陣からも標的にされ追放された。
2回目の物資調達チャレンジに勝利した菅原に招待された相吉は、吉岡が菅原を狙っていると密告。その後の追放免除チャレンジは平山の圧勝で終わり、旧ダラヒガン初代リーダー吉岡が、木津谷追放時から菅原を狙っていることを相吉の密告により菅原に気づかれたほか、蛯沢に「自主性がない」（菅原が吉岡に投票する際も「裏切りが明白で信用性は皆無」と蛯沢と同じ理由を述べる形で断言している）、石原に「敵味方関係なく扱い切れない」、大木に「危ない橋を渡されるだけの邪魔になる存在」と判断され追放。以降、菅原は物資調達チャレンジの副賞である「誰か一人を食事に招待できる権利」を利用し、戦意を喪失したメンバーに揺さぶりをかけると同時に情報収集を進めゲームを有利に進めていく。
個人戦まで生き残ることが自分でも信じられなかったと語る大木が、チーム戦当初から石原・菅原にサバイバーとしての知識に疑問視され（石原は原追放時に「チームの輪を脅かす」という理由で、菅原は服部追放時に「人に頼みすぎ」という理由でそれぞれ投票しているが、今回は石原は「闘争心と緊張感を失った人間は予測不能な行動をとりかねない」、菅原は「女性陣の脅威さ」という理由で投票している）、更に盟友・砂子を失った蛯沢には、最終投票で菅原とのリーダー対決をするという自身の新たな夢への脅威になると判断されて追放。直前の追放免除チャレンジに勝利した相吉は再び女性一人となり孤立したが、砂子追放時に相吉に投じた平山は今回と次回で、石原に1票投じることになった。
個人戦4回目の物資調達チャレンジも菅原が勝利し、蛯沢と衝突する事があったもののサバイバル能力を買われ平山を招待した。その直後、蛯沢・相吉・石原の3人が平山の追放を実現させようとしていた頃、菅原が体調不良で倒れてしまうが無事に回復し、追放免除チャレンジでも菅原が勝利（チャレンジで強さを見せつけてきた菅原だが、追放免除チャレンジではこれが初勝利）を納める。平山が個人戦4回目の物資調達チャレンジの副賞として菅原に招待され、その菅原が体調不良で倒れたことへの責任を問われ、菅原以外の組織票により追放。平山を招待した菅原の行動は、事実上自分がファイナルに残った際に臨む最終投票への票固めとなった。その後の追放免除チャレンジでも菅原が勝利し、彼の盟友で策略家の石原が、頭脳だけではなくゲームに勝つ事が最強のサバイバー像であると相吉に批判された上、前述の夢を実現したい蛯沢に頭脳戦術が脅威になると判断され、累積勝負で相吉より1票上回り追放となった（追放決定後、石原は蛯沢に投じられる予感がしていたことを仄めかしている）。最後のチャレンジは蛯沢が勝利、「本当に強いサバイバーと闘う」ことを決意した蛯沢は自身の夢・菅原との対決を果たすべく、女性最後の生き残り相吉を追放した。
チャレンジと追放審議会の結果内訳
| チャレンジ名             | 分類     | 勝者 | （合流）ティゴムチーム | （合流）ティゴムチーム | （合流）ティゴムチーム | （合流）ティゴムチーム | （合流）ティゴムチーム | （合流）ティゴムチーム | （合流）ティゴムチーム | （合流）ティゴムチーム | （合流）ティゴムチーム | （合流）ティゴムチーム | 投票結果／ 物資の内容                      |
| チャレンジ名             | 分類     | 勝者 | 蛯沢                   | 菅原                   | 相吉                   | 石原                   | 平山                   | 大木                   | 吉岡                   | 砂子                   | 木津谷                 | 宮西                   | 投票結果／ 物資の内容                      |
| ------------------------ | -------- | ---- | ---------------------- | ---------------------- | ---------------------- | ---------------------- | ---------------------- | ---------------------- | ---------------------- | ---------------------- | ---------------------- | ---------------------- | ------------------------------------------ |
| 綱渡りバスケット         | 追放免除 | 平山 | 宮西                   | 宮西                   | 宮西                   | 宮西                   | 大木                   | 宮西                   | 大木                   | 石原                   | 宮西                   | 大木                   | 宮西 追放                                  |
| バンザイ耐久             | 追放免除 | 相吉 | 木津谷                 | 木津谷                 | 平山                   | 木津谷                 | 菅原                   | 平山                   | 菅原                   | 木津谷                 | 平山                   | -                      | 木津谷 追放                                |
| 激流登りパズル           | 物資調達 | 菅原 | -                      | 獲得                   | -                      | -                      | -                      | -                      | -                      | -                      | -                      | -                      | 「アイスクリーム」                         |
| スパイダー綱引き         | 追放免除 | 蛯沢 | 菅原                   | 砂子                   | 砂子                   | 砂子                   | 相吉                   | 砂子                   | 菅原                   | 菅原                   | -                      | -                      | 砂子 追放                                  |
| ココナッツハンマー投げ   | 物資調達 | 菅原 | -                      | 獲得                   | 招待                   | -                      | -                      | -                      | -                      | -                      | -                      | -                      | 「ラーメン」 （1人を指名して招待）         |
| パチンコバトルロイヤル   | 追放免除 | 平山 | 吉岡                   | 吉岡                   | 吉岡                   | 吉岡                   | 菅原                   | 吉岡                   | 菅原                   | -                      | -                      | -                      | 吉岡 追放                                  |
| クモの巣切断ゲーム       | 物資調達 | 菅原 | 招待                   | 獲得                   | -                      | -                      | -                      | -                      | -                      | -                      | -                      | -                      | 「手巻き寿司セット」 （1人を指名して招待） |
| カラッグ救出大作戦       | 追放免除 | 相吉 | 大木                   | 大木                   | 菅原                   | 大木                   | 石原                   | 菅原                   | -                      | -                      | -                      | -                      | 大木 追放                                  |
| 潜水対決                 | 物資調達 | 菅原 | -                      | 獲得                   | -                      | -                      | 招待                   | -                      | -                      | -                      | -                      | -                      | 「豪華ディナー」 （1人を指名して招待）     |
| 命の炎をともせ           | 追放免除 | 菅原 | 平山                   | 相吉                   | 平山                   | 平山                   | 石原                   | -                      | -                      | -                      | -                      | -                      | 平山 追放                                  |
| ジャングルブービーショー | 追放免除 | 菅原 | 石原                   | 相吉                   | 石原                   | 相吉                   | -                      | -                      | -                      | -                      | -                      | -                      | 石原 追放（累積3票）                       |
| 片足耐久                 | 追放免除 | 蛯沢 | 相吉                   | -                      | -                      | -                      | -                      | -                      | -                      | -                      | -                      | -                      | 相吉 追放                                  |

最終投票
男性同士、かつ旧ダラヒガン・旧ウンパスそれぞれのリーダー同士の対決。蛯沢の盟友・砂子と菅原の盟友・石原以外の5人は合流後のグループの垣根を超え、真の強さが問われる結果となった。その中でその熱意と成長ぶりを認められた蛯沢が1票差で菅原を上回った。なお、吉岡は菅原に反目していた事に加え解体業としての知識と自然の大切さを教えてくれた事が理由で蛯沢に、平山は蛯沢とは衝突することがあった為、ドクターストップすら回避するという強運を評価した上で自身が追放される直前の物資調達チャレンジで食事に招待された際に友情が芽生えたことへの恩返しとして菅原に投票している。また木津谷は当初菅原に投票することを考えていたが、質疑応答で蛯沢の熱意を受けて心変わりし、蛯沢に投票することを決めた。
蛯沢が優勝する前、個人戦に入ってからの菅原は物資調達チャレンジの連勝記録、全チャレンジの最多勝利記録、全チャレンジの連勝記録（放送分に限ると岩本とタイ）などを1人で塗り替えてしまう（内、追放免除チャレンジの連勝記録は複数タイ記録）など最強のサバイバーとなったとコメントしているが、菅原は最後の最後で最強のサバイバーの座を逃してしまった。
| 陪審員→ | 木津谷 | 砂子 | 吉岡 | 大木 | 平山 | 石原 | 相吉 | 票数 |
| 蛯沢    | ●      | ●    | ●    |      |      |      | ●    | 4    |
| 菅原    |        |      |      | ●    | ●    | ●    |      | 3    |

エピソード
- 原に好意を寄せていた吉岡だが、個人戦では平山と友好関係を築き、平山は追放されてから最終投票の収録が行われる約2か月の間に「原ちゃん人形」作成し、吉岡にプレゼントした。本番収録の際にネプチューンが吉岡と原の関係についての話題を出した際、吉岡は原ちゃん人形を見せた上で原との交流が続いていることをアピールし、同時に作成者が平山であることを公表した。 なお、平山は原以外の数名の人形も作成したと発言しており、平山の盟友・宮西は彼からもらった自身の人形を胸ポケットに入れてひな壇に座っていた。チーム戦序盤で追放となった原は平山との交流はほとんどなかったが、盟友の吉岡のために原の人形も作成したものだと思われる。
- 火が起こせなかったウンパスは最初の追放審議会を終えた後、あまりの生活力の欠如からか戸北に叱責され、松明を持って帰ることを許されなかった。
- ダラヒガンは野生の鶏を発見し、食料を得るため飼うことになった。合流前に他のメンバーで話し合い鶏を食べることになったが、世話役をしていた服部はその鶏にジェニーと名前を付けるほど情を持ち始め、駄々をこねるほどに食べることを拒んだ。その後、菅原と吉岡のミスで鶏は逃げ出してしまい食べることは無かったが、この件が原因で服部はチーム戦最後の追放者となってしまった。
- 優勝者の蛯沢は、砂子が追放されてショックを受けているところで、個人戦3回目の物資調達チャレンジに勝利した菅原から食事に招待され、旧チームのリーダー同士での対決を実現しようと約束した。途中菅原が体調を崩すというハプニングが起きるも復帰し、両者共に最終日まで生存したことでこの約束が実現することとなった。
- 平山は追放時は体重が38kgになるまで痩せてしまったが、最終投票の生放送日では地元の食材をかなり食べることがあり、25kg以上太ってスタジオに参加してきた。4th最終回で歴代参加者が勢揃いした際は、ある程度痩せて参加していた。

### 4th series in North Mariana
| 参加者                                     | 初期 チーム | シャッ フル後 | 合流後 チーム | 最終 成績    | 追放 票数 |
| ------------------------------------------ | ----------- | ------------- | ------------- | ------------ | --------- |
| 山田涼香 22歳・女 ウェイトレス             | マン グル   |               |               | 第16位       | 4         |
| 樺山いづみ 24歳・女 Café店員               | ソム ナック |               |               | 第15位       | 6         |
| 神原岳志 27歳・男 ラフティングリバーガイド | ソム ナック |               |               | 第14位       | 5         |
| 岸本栄一 35歳・男 バイク整備業             | ソムナック  | ソムナック    |               | 第13位       | 4         |
| 高橋恵美子 27歳・女 美容師                 | マン グル   | ソム ナック   |               | 第12位       | 7         |
| 栗木俊弘 44歳・男 建設会社社長             | ソム ナック | マン グル     |               | 第11位       | 6         |
| 伊藤由佳 29歳・女 イベント司会業           | ソムナック  | ソムナック    | ラン ヘット   | 第10位       | 8         |
| 小林洋寿 45歳・男 牛乳販売店店長           | マングル    | マングル      | ラン ヘット   | 第9位 陪審員 | 5         |
| 真野弘明 27-28歳・男 東大大学院生          | マン グル   | ソム ナック   | ラン ヘット   | 第8位 陪審員 | 5         |
| 上岡かほる 39歳・女 ボディビルダー主婦     | マングル    | マングル      | ラン ヘット   | 第7位 陪審員 | 5         |
| 嶋崎貴絵 28歳・女 元OL                     | ソム ナック | マン グル     | ラン ヘット   | 第6位 陪審員 | 7         |
| 澁谷佳代 24歳・女 元スイミングコーチ       | ソムナック  | ソムナック    | ラン ヘット   | 第5位 陪審員 | 6         |
| 井上圭太 22歳・男 アルバイト               | マン グル   | ソム ナック   | ラン ヘット   | 第4位 陪審員 | 2         |
| 深水元基 22歳・男 俳優                     | ソム ナック | マン グル     | ラン ヘット   | 第3位 陪審員 | 7         |
| 小泉敦子 24歳・女 写真館勤務               | マングル    | マングル      | ラン ヘット   | 準優勝       | 5         |
| 郡司孝進 37歳・男 大工                     | マングル    | マングル      | ラン ヘット   | 優勝         | 9         |

- ロケ地： 北マリアナ諸島 ロタ島
- 収録期間：2002年11月-12月
- 放送期間：2003年1月-3月
- 放送回数：8回

シリーズの特徴
残り13人になったところでシャッフルが行われ、両チームそれぞれ3人ずつが相手チームに移籍した。移籍するメンバーは「シャッフルチャレンジ」によって決められたが、それが移籍のためのチャレンジであることは、チャレンジの結果が出るまでサバイバーたちには発表されなかった。
合流時は1stシリーズと同様、両チームの「大使」による話し合いでどちらの生活地に移るかを決定するルールであった。ただし「大使」が各チーム2人ずつであることが1stとの相違点。結果、話し合いでは決着がつかずジャンケンで決定した。
ゲームによる物資調達チャレンジは、本シリーズでは1度も放映されなかった。
後述の台風の襲来により、チーム戦と個人戦とで異なる追放審議会の会場を使用することになった唯一のシリーズ。
投票の回は、日本版『サバイバー』自体の最終回ということで、歴代出演者がスタジオに揃い、日本版最後の「最強のサバイバー」の決定を見届けた。
チーム名
チャモロ語から。
- ★ソムナックチーム（Somnak＝「太陽」）

- 平均年齢 - 29.1歳（初期メンバー8人の平均）→27.5歳（新生メンバー6人の平均）
- チームリーダー - 神原岳志→不在（ただし、暫定的なリーダーは栗木俊弘→伊藤由佳・真野弘明）

- ●マングルチーム（Manglo＝「風」）

- 平均年齢 - 30.4歳（初期メンバー8人の平均）→34.1歳（新生メンバー7人の平均）
- チームリーダー - 郡司孝進

- 合流後：ランヘットチーム（Langet＝「空」）

追放免除の証：クラソン
追放審議会の会場
チーム戦
崖の上に土でできた壁で覆い囲んだ会場を設置。追放が決定したメンバーが去る際、ゲートが開閉する仕組みとなっている。台風襲来後は会場が破壊されたため個人戦2回目の追放免除チャレンジの舞台として再利用された。
個人戦
台風襲来の際に避難で使われた洞窟内に会場を設置。
★ソムナックチーム
| 参加者名 （参加当時の年齢・性別） | 参加当時の 職業          | 成績   | サバイバーとしての経歴・備考 |
| --------------------------------- | ------------------------ | ------ | --- |
| 伊藤由佳 （29歳・女）             | イベント司会業           | 第10位 | チーム戦で恒例となっている夜相撲の参加を公約に自宅で体力トレーニングをしてからサバイバル生活に参加。サバサバとした性格の姉御肌で、他メンバーから「由佳姐」と呼ばれ慕われていた。リゾットに取ってきた貝を混ぜてまずくするなど、チームの輪を脅かしたため、累積3票を投じられる。体力のない人を追放者として投票するなど、勝利に対する信念があり、樺山の追放につながった他にマングルから移籍した高橋と対立したこともあった。シャッフルではソムナックに残留し、マングルから移籍した真野といい感じになる。そして、参加公約となった夜相撲の参加を果たし、マングルに移籍した嶋崎に勝利するも、合流後の追放審議会で旧マングル5人から袋叩きに遭い、累積勝負によって個人戦最初の追放者となった。 |
| 樺山いづみ （24歳・女）           | Cafe店員                 | 第15位 | 明るさ・可愛さが取り柄だったが、2回目の追放免除チャレンジで体力面の衰えが露呈されてしまう。 |
| 神原岳志 （27歳・男）             | ラフティングリバーガイド | 第14位 | ソムナック初代チームリーダーとして手腕を発揮していくが、3回目の追放免除チャレンジを目前に体調を崩す。追放免除チャレンジに敗北し、ドクターストップではなくみんなに追放されるほうがいいと望んだことにより、3回目の追放審議会で去ることとなった。 |
| 岸本栄一 （35歳・男）             | バイク整備業             | 第13位 | 最初の課題の火おこしを達成させるが、シャッフルチャレンジでソムナックに残留。シャッフル後初めての追放免除チャレンジの敗北後、マングルから移籍した3人の策略にはまり新生ソムナック最初の追放者に・・・しかし、彼の追放が、シャッフル後2回目の追放免除チャレンジで敗北した後の真野と井上に大きな影響を及ぼすこととなり、チーム戦最後のチャレンジで勝利することを誓うきっかけとなった。癒しの娯楽品はハーモニカでチャレンジで負けるごとに演奏するのがお約束であった。 |
| 澁谷佳代 （24歳・女）             | 元スイミングコーチ       | 第5位  | 天真爛漫な性格を持つ体力派。シャッフルではソムナックに残留するが、マングルに移籍することになった嶋崎と涙を流した。しかし、新生ソムナックで唯一の体力派となったためか、シャッフルで頭脳派の多く擁したソムナックが連敗する要因となっている。個人戦に入ってからは嶋崎と熾烈な争いをするようになり、合流目前で追放された栗木に代わり小泉の良き相談相手となるも、元チームメイトの深水に言動と行動が違うと指摘されてしまう。伊藤がベスト9に進めず追放されたことによりシャッフルされなかったソムナックメンバーで唯一陪審員の資格を得たソムナックサイドの主役兼ヒロインである。 |

★初期ソムナックチーム→●新生マングルチーム
| 参加者名 （参加当時の年齢・性別） | 参加当時の 職業 | 成績   | サバイバーとしての経歴・備考 |
| --------------------------------- | --------------- | ------ | --- |
| 栗木俊弘 （44歳・男）             | 建築会社社長    | 第11位 | 弱いものを放っておけない優しい性格を持つ番組公認の最強の男。ソムナックではお父さん的存在としてリーダー神原と共にチームを支えてきたが、神原追放後は実質的なリーダーとしてメンバーを引っ張るも、シャッフルでマングルの移籍が決定し、個人戦で合流する約束を交わしてマングルに移籍した。以降、マングルのお父さん的存在として小泉に声をかけるなど彼女の心境に変化を与えた。しかし、チーム戦最後の追放免除チャレンジで敗北し、小泉が標的にされていると知ると、かつてのソムナックメンバーと合流する約束を破ってまで自ら身代わりとなると宣言。チーム戦最後の追放審議会では珍しく大半のメンバーに称えられながら最後の追放者となった。チーム戦後期では小泉とのやり取りが主軸となったが、自らの身代わりで彼女にチャンスを与えファイナルまで勝ち残るまでに成長していくことになる。 |
| 嶋崎貴絵 （28歳・女）             | 元OL            | 第6位  | 体力派の栗木や澁谷らとは対照的に体力はないが後述の信念を語るなど発言力で後の個人戦まで生き残ったソムナックきっての頭脳派。シャッフルではマングルの移籍が決定し、残留する澁谷と涙を流すが、マングルに移籍すると、郡司に接近するなどマングルに溶け込んでいった。個人戦に入ってからは澁谷と熾烈な争いを繰り広げるも、同盟脱退を宣言した郡司に信念の相違が理由で見限られてしまう。ただ、同盟を組むことがメリットになるなど自分なりの信念を持っており、敵対していた小泉からも理解を示されていたが、郡司・井上・澁谷に玉砕され追放が決まった際、サバイバーというものはどんなものかを生き残ったメンバーに訴えながら涙を流すという自分の信念を最後まで貫き通しての壮絶な散り際を見せた。                                                                                       |
| 深水元基 （22歳・男）             | 俳優            | 第3位  | 全参加者の中で唯一芸能人として参加（3rdの蛯沢は優勝後に俳優としてデビューし、石原もジャーナリストとして有名だった。）したシリーズ最年少の1人。チーム戦最初の追放免除チャレンジでソムナック勝利に貢献するが、その後の追放免除チャレンジで連敗地獄を味わうことになるも、シャッフルでマングルに移籍したことで連敗地獄を脱する。個人戦では、井上から真野の残留を持ちかけられるが、結局真野に投票してしまい、井上の怒りを買ってしまう。以降、郡司と共に同盟を脱退するも、真野追放時のように他メンバーに流されやすく、嶋崎追放前の追放免除チャレンジで決定的なミスを犯すなど詰めが甘い。それが原因で小泉に4票連続で投じられるなど集中砲火を浴びせられ、ファイナルを目前で散っていった。個人戦中盤における主役である。                                                        |

●初期マングルチーム→★新生ソムナックチーム
| 参加者名 （参加当時の年齢・性別） | 参加当時の 職業 | 成績   | サバイバーとしての経歴・備考 |
| --------------------------------- | --------------- | ------ | --- |
| 井上圭太 （22歳・男）             | アルバイト      | 第4位  | 長身が自慢のイケメンでシリーズ最年少の1人で、『コンパ大王』の異名を持っていた。サバイバル生活においてそれなりの信念を持っており、シャッフルでソムナックへの移籍を余儀なくされても、臨機応変に適応し、初期ソムナックと元マングルとのいさかいが起きても、自ら仲裁してことを収めるなど常に冷静沈着。シャッフル後2回目の追放免除チャレンジに敗北後、火おこしが得意な岸本を追放させてしまったことで連敗をストップするために真野と共に高橋を見限る一方で、チーム戦最後の追放免除チャレンジを目前に癒しの娯楽品として持参したビーチボールでメンバーたちと遊ぶしたたかな面も。個人戦では真野を救うために旧マングルの深水を取り込もうとし不発に終わるも、優柔不断の深水の心境に変化をつけ、自身も4人同盟を脱退した郡司と事実上の新郡司同盟として同調するようになった。しかし、トップ3目前で深水に生活の欠如を指摘され累積0の状態から一気に地獄に堕とされ散った。先述の深水と共に個人戦中盤での主役であった。 |
| 高橋恵美子 （27歳・女）           | 美容師          | 第12位 | サバサバとした性格。山田同様体力面で不安だったため、シャッフルでは累積1票を投じられたままソムナックに移籍。しかし、ソムナックの移籍が彼女の運命を変えることになってしまい、度重なる連敗で初期ソムナックの女性2人から体力面を指摘され、初期ソムナックと元マングルのいさかいの火元を作ってしまい、さらに、岸本の追放が原因で心変わりした真野と井上にも見限られた。 |
| 真野弘明 （27-28歳・男）          | 東大大学院生    | 第8位  | 挙動不審な面を持っており、マングルではチームきっての頭脳派でトラブルメイカーだったが、シャッフルでソムナックに移籍したことでソムナックきっての頭脳派に転ずる。移籍がきっかけで既婚者の伊藤と恋愛関係になり、岸本と犬猿の仲になりつつあるが、ソムナックビーチで誕生日を迎えた。夜相撲で深水に勝利するなど頭脳だけでなく体力もそこそこある。最後の追放免除チャレンジで頭脳プレイが発揮し勝利に貢献し、初期ソムナック2:元マングル2の勢力を維持したまま合流を果たす。個人戦ではチャレンジに2連勝するが、3回目の追放免除を逃し、後悔しながらサバイバル能力を発揮するも、井上に持ち掛けられた深水をはじめとした旧マングル4人によって追放された。 |

●マングルチーム
| 参加者名 （参加当時の年齢・性別） | 参加当時の 職業    | 成績   | サバイバーとしての経歴・備考 |
| --------------------------------- | ------------------ | ------ | --- |
| 上岡かほる （39歳・女）           | ボディビルダー主婦 | 第7位  | 小林・郡司に並ぶマングルの体力派で山田からは女性での最強のサバイバー候補に挙がっていた。自慢の体力で追放免除チャレンジの連勝に貢献し、シャッフルでマングルに残留しても連勝に貢献していった。しかし、個人戦に入ってからは、料理以外の活躍がなかったために、真野追放後で女性優位になったこともあって同盟を脱退した郡司や深水をはじめとしたメンバーによって真っ先に標的にされた。 |
| 郡司孝進 （37歳・男）             | 大工               | 第1位  | 自他共に認める体力馬鹿で、最強のサバイバーを夢見てサバイバル生活に参加。チーム戦ではマングルのリーダーとなるが、初戦敗北、生のタロイモを口にしたことにより体調不良に陥るなどいいところがなかったが、何とか回復したことで手腕を発揮し、シャッフルでマングル残留によりリーダーを続投。個人戦に入ってからは旧ソムナックの標的になりかけるが、累積勝負で難を逃れる。合流前から上岡・嶋崎・深水と4人同盟を組むも、深水と共に脱退した上で彼女らを追放し、小林追放時からは時々井上と同調する動きを見せたが、個人戦での追放免除チャレンジには勝利したことがなく、持ち前の強運で生き残ってきた。最後の追放免除チャレンジで小泉を脱落しようと試みるが限界を迎え勝利を逃す。小泉に自分と深水の運命を委ねた結果、彼女に最強のサバイバーとして認められる形でファイナルに進出し、自身も小泉の成長を認めるようになった。チーム戦の時からの立ち振る舞いから一見ダークヒーローのような描かれ方をするが、彼がどのように最強のサバイバーになったのかが主軸となったため小泉にとってのダークヒーローであるのと同時にシリーズ全体を通じての事実上の主役でもある。 |
| 小泉敦子 （24歳・女）             | 写真館勤務         | 第2位  | キックボクシングの経験を持つ体力派。チーム戦では孤立気味であったが、シャッフルでマングルに残留しソムナックから移籍した栗木との出会いで徐々に変わっていく。キックボクシングの経験を活かし、夜相撲で澁谷に勝利するが、チーム戦最後の追放免除チャレンジに敗北した後、他メンバーの標的にされかかるも、栗木が庇ったことで難を逃れる。個人戦では旧ソムナックの澁谷と同盟を組み、ベスト5をかけた追放審議会で真野追放時に嶋崎に投じた生き残りメンバーで唯一嶋崎を庇って追放免除チャレンジでミスを犯した深水に票を投じるなど信念が見られるようになる。トップ4まで残ってからは、嘘のように追放免除チャレンジに2連勝して心身共に成長し、郡司を最強のサバイバーにするため、ソムナック在籍経験者の深水に引導を渡してソムナック在籍経験者を全員追放に追い込んだ。シリーズ全体を通しての事実上のヒロイン的立場の人物である。 |
| 小林洋寿 （45歳・男）             | 牛乳販売店店長     | 第9位  | 空手を嗜むシリーズ最年長で、初期マングルではお父さん的存在だったが、シャッフルではマングル残留を果たすも、お父さんの役目をソムナックから移籍した栗木に奪われてしまう（事実、シャッフルチャレンジ後に郡司は「小林よりはソムナックから移籍した栗木の方が親父と呼びやすい。」と語っている。）。夜相撲では得意な空手で井上に勝利。個人戦初盤では郡司の追放阻止に奔走したが、ダークヒーロー的存在となったことで裏で真野と組んでいることを旧マングル4人に悟られ、元チームメイトの井上からも危険人物と判断され、個人戦2回目の追放審議会で去ることに。 |
| 山田涼香 （22歳・女）             | ウエイトレス       | 第16位 | マングル一のアイドル的存在であるシリーズ最年少の1人。最初の追放免除チャレンジに負け、上岡・高橋と共に小泉の追放を画策するが、自身の体力面が不安だったことにより、シリーズ最初の追放者に。なお、彼女の追放後に連勝が続いたことでチーム戦で追放された参加者の大半がシャッフルで移籍が決定した高橋を含むソムナックメンバーであることと、シャッフル後の追放審議会もソムナックから移籍した栗木が追放された1回のみであるためシャッフルされなかったマングルメンバーで唯一チーム戦で追放されたメンバーとなった。 |

チーム戦（シャッフル前）
最初の追放免除チャレンジでマングルチームが敗北し、小泉以外の女性3人が体力・協調性・体調管理などが欠けてるという理由で小泉に投票するが、生活技術面で遅れを取っていると悩んでいた山田が、高橋に投じたリーダー郡司以外の男性陣と小泉に投票されて最初の追放者となり、小泉以外の女性2人は山田の追放に戸惑いを見せた。その直後、郡司は生のタロイモを口にした途端、体調を崩してしまうも、何とか回復し、その後の追放免除チャレンジに臨む。 一方のソムナックは開始2日目の時点で岸本が火起こしに成功し、リーダー・神原や最年長・栗木らを中心に和気藹々とした雰囲気にまとまり団結を強めるも、2回目の追放免除チャレンジで体力派を多く擁するマングルに敗北。チームのムードメーカーとして明るく振る舞うも、体力面を考慮され樺山の追放が決定した。直後、体調を崩し倒れこんだ神原が体調不良を押して追放免除チャレンジに参加するも、真野ら頭脳派を複数人擁するマングルに惨敗、「ドクターストップで失格になるなら、皆の手で追放されたい」とチームメイトを庇う形で追放された。神原が追放される直前、団結の証となるブランコが完成しメンバーの心を癒した。その後、両チームは物資調達チャレンジではないかと推測するが、何も知らされないままシャッフルチャレンジに臨む。
追放免除チャレンジと追放審議会の結果内訳
| チャレンジ名              | ソムナックチーム | ソムナックチーム | ソムナックチーム | ソムナックチーム | ソムナックチーム | ソムナックチーム | ソムナックチーム | ソムナックチーム | マングルチーム | マングルチーム | マングルチーム | マングルチーム | マングルチーム | マングルチーム | マングルチーム | マングルチーム | 投票結果  |
| チャレンジ名              | 栗木             | 岸本             | 深水             | 伊藤             | 嶋崎             | 澁谷             | 神原             | 樺山             | 小林           | 郡司           | 真野           | 井上           | 上岡           | 小泉           | 高橋           | 山田           | 投票結果  |
| ------------------------- | ---------------- | ---------------- | ---------------- | ---------------- | ---------------- | ---------------- | ---------------- | ---------------- | -------------- | -------------- | -------------- | -------------- | -------------- | -------------- | -------------- | -------------- | --------- |
| ロープを伸ばせ!団結みこし | 免除             | 免除             | 免除             | 免除             | 免除             | 免除             | 免除             | 免除             | 山田           | 高橋           | 山田           | 山田           | 小泉           | 山田           | 小泉           | 小泉           | 山田 追放 |
| 土のう運びリレー          | 樺山             | 伊藤             | 樺山             | 樺山             | 樺山             | 樺山             | 樺山             | 伊藤             | 免除           | 免除           | 免除           | 免除           | 免除           | 免除           | 免除           | -              | 樺山 追放 |
| 仮面神経衰弱              | 神原             | 神原             | 神原             | 神原             | 神原             | 岸本             | 伊藤             | -                | 免除           | 免除           | 免除           | 免除           | 免除           | 免除           | 免除           | -              | 神原 追放 |
| シャッフルチャレンジ      | ●                | ★                | ●                | ★                | ●                | ★                | -                | -                | ●              | ●              | ★              | ★              | ●              | ●              | ★              | -              |           |

チーム戦（シャッフル後）
前述のシャッフルチャレンジの結果、井上・真野・高橋の3人がソムナックへ、栗木・深水・嶋崎の3人がマングルに移籍することとなった。新生マングルにおいて人数不利にある元ソムナックの面々の中で、嶋崎が郡司に接近し、栗木は孤立した小泉に声をかけるなど立ち回り、徐々にチームに溶け込んでいった。一方のソムナックはシャッフル後初の追放免除チャレンジ後に真野の誕生日を祝うなどして親睦を深める中、シャッフル後初の追放免除チャレンジでは体力派が大半を占めるようになったマングルに敗北。「元マングルで孤立気味だった真野と累積票のある高橋に、初期メンバー3人の票を分散させる」という策略に嵌った初期ソムナックのメンバーから、岸本がターゲットにされ追放。「ソムナックに残ったメンバーが追放されてしまうのではないか」という栗木の不安が的中する結果となった。追放審議会後、体力を重視して追放者を決める初期メンバー2人と元チームの結束を重視する元マングル3人でいさかいを起こすが、井上の仲裁で事なきを得る。
合流直前の課題でロープを使用するため、ソムナックはブランコの撤去を余儀なくされるが、元マングルの3人は撤去に躊躇する中、初期メンバーの伊藤が勇気を振り絞りブランコを撤去。その後の追放免除チャレンジで伊藤は参加公約となっていた夜相撲の参加を果たし勝利を収めたものの、体力派の澁谷はキックボクシング経験者の小泉に、高橋はボディビルダー主婦の名に恥じない実力を見せた上岡に、長身の井上は空手を嗜む小林にそれぞれ敗北し、それに追い打ちをかけるように火が完全に消えてしまいチームの士気が低下。合流後を見据えチャレンジでの連敗をストップさせたい元マングル井上と真野は、火おこしが得意な岸本を追放させてしまったこともあって体力面で最も不安のある高橋を見限ることを決意し、伊藤と澁谷からも投票され満票での追放となった。ソムナックは初期メンバー伊藤・澁谷、元マングル井上・真野という勢力関係となるも、チーム戦最後のチャレンジに勝利するという目的が一致し、更に真野と伊藤が急接近したことを井上や澁谷が茶化すなど温和な雰囲気となりチームが団結、後の個人戦でも一定の協力体制を取ることになる。
チーム戦最後の追放免除チャレンジでは頭脳派を多く擁したソムナックが勝利。マングルではチーム内で孤立気味であった小泉が追放の本命であったが、弱い者いじめを嫌う元ソムナック栗木が、かつてのソムナックの仲間達と合流するという約束を破ってまで小泉を庇う形で自らが追放されることをメンバー全員に伝達し、彼に投票したメンバーからは、追放審議会では非常に珍しくデメリットとなる理由を述べたのが小林と上岡のみで、小泉は自分の生き残りのために彼を選んだ上で感謝の言葉を述べ、郡司は追放するタイミングが今しかないことを述べた上で勇気のある人と称え、彼に裏切りを悟られた元ソムナックの深水や嶋崎も、個人戦で彼が敵になることを覚悟した上で尊敬する人などとそれなりの敬意を払い、チーム戦最後の追放者に選ばれた。仮にシャッフルチャレンジが実施されなかった場合やシャッフルチャレンジで栗木がマングルに移籍しなかった場合、小泉がチーム戦最後の追放者となっていた可能性が高い他、仮にシャッフルチャレンジで小泉がソムナックに移籍した場合でも、栗木がマングルに移籍した場合は元マングルのメンバーに見限られ追放されていた可能性が高いといえる。
追放免除チャレンジと追放審議会の結果内訳
| チャレンジ名          | （新生）ソムナックチーム | （新生）ソムナックチーム | （新生）ソムナックチーム | （新生）ソムナックチーム | （新生）ソムナックチーム | （新生）ソムナックチーム | （新生）マングルチーム | （新生）マングルチーム | （新生）マングルチーム | （新生）マングルチーム | （新生）マングルチーム | （新生）マングルチーム | （新生）マングルチーム | 投票結果  |
| チャレンジ名          | 伊藤                     | 澁谷                     | 真野                     | 井上                     | 高橋                     | 岸本                     | 栗木                   | 小林                   | 郡司                   | 深水                   | 上岡                   | 小泉                   | 嶋崎                   | 投票結果  |
| --------------------- | ------------------------ | ------------------------ | ------------------------ | ------------------------ | ------------------------ | ------------------------ | ---------------------- | ---------------------- | ---------------------- | ---------------------- | ---------------------- | ---------------------- | ---------------------- | --------- |
| 水をこぼすな!団結耐久 | 高橋                     | 高橋                     | 岸本                     | 岸本                     | 岸本                     | 真野                     | 免除                   | 免除                   | 免除                   | 免除                   | 免除                   | 免除                   | 免除                   | 岸本 追放 |
| 夜相撲                | 高橋                     | 高橋                     | 高橋                     | 高橋                     | 澁谷                     | -                        | 免除                   | 免除                   | 免除                   | 免除                   | 免除                   | 免除                   | 免除                   | 高橋 追放 |
| 水中パズル            | 免除                     | 免除                     | 免除                     | 免除                     | -                        | -                        | 郡司                   | 栗木                   | 栗木                   | 栗木                   | 栗木                   | 栗木                   | 栗木                   | 栗木 追放 |

個人戦
ソムナック・マングルとの間で居住地をとっちにするか協議するが、ジャンケンの末ソムナックビーチに決まり、ソムナック4人、マングル6人で合流。最大勢力の「旧マングル5人（郡司同盟を形成する郡司・上岡・嶋崎・深水の4人と、独立系の小林からなる連合同盟）」、保守系の「旧マングルの小泉と旧ソムナックの澁谷」、恋愛系の「旧ソムナックの伊藤と真野」、独立系の「旧ソムナックの井上」の4つにまとまる。個人戦最初の追放免除チャレンジで真野が勝利。しかし、台風が居住地を直撃。撮影がストップし、メンバー達は避難した洞窟のような場所での生活を余儀なくされた（参加者によると、およそ一週間ほどの期間だったとのこと）。個人戦最初の追放審議会もこの場所で開かれた。小泉以外の旧マングル5人が伊藤に、小泉と旧ソムナック4人の計5人が郡司に投票し同数票で並ぶも、累積勝負で伊藤が2票上回り追放。その直後、小泉は郡司に投票した件で叱責され、以降郡司には投票しなくなった代わりに、郡司の影に隠れて同調する人物（特に深水）へ投票するようになり、澁谷も郡司に投じたのはこの回だけとなった。 台風が去り、居住地に戻ったメンバーは復興に尽力。その後、真野は破壊された当初の追放審議会の会場を舞台にした追放免除チャレンジでも勝利。井上追放計画を立てている裏で真野と組んでいることを郡司同盟4人に悟られた挙げ句、シャッフル前は同じマングルメンバーだった井上にも投票された小林が追放された。避難に使われた洞窟が小林追放時（伊藤追放時は台風に遭遇したための措置で洞窟が使われたため）以降の追放審議会の会場となる。
チャレンジで2連勝したことで危険視された状態でのチャレンジ敗北、更に旧ソムナック井上が小林に票を投じたことで追放の危機感を覚えた真野は、残留を半ば諦めながら後悔しないようにと数メートルもある木に登り、ヤシの実を取る活躍を見せた。これに井上を含む旧ソムナックのチームメイト3人が影響され、井上は旧マングル深水に対し、真野の残留について説得するが、結局深水は他の郡司同盟3人の鞘に戻り真野に投票したことで真野は累積勝負で嶋崎に負け、「追放免除チャレンジに勝利しない人に投票する気はない。」と捨て台詞を残して追放され、深水は井上を怒らせる結果となった。 その後の追放免除チャレンジでは嶋崎が初勝利。体力に自信があるものの、料理面で活躍しただけで表だった実力を見せなかった上岡が郡司と深水に裏切られた挙げ句、旧ソムナックの2人と小泉に投票され追放（その際、追放された上岡と免除権であるクラソンを獲得した嶋崎は小泉に投票しているため、人数的優位となっていた女性だけが標的となった審議会といえる）され、郡司同盟は終焉を迎えた。調理係だった上岡の追放により、急遽調理係を決める事となった。郡司・小泉ペア、井上・嶋崎ペア、深水・澁谷ペアの3組で料理勝負をした結果、後任の調理係に郡司・小泉ペアが選ばれる。その後、追放免除チャレンジで井上は2連勝。嶋崎が上岡追放時に同盟脱退を表明した郡司に信念の相違が理由で見限られた上、澁谷・井上に投票され、3人に玉砕された自分の信念を最後まで貫き通しての追放となった（その際、嶋崎と深水は澁谷に投票したが、この時に深水以外で嶋崎を庇った小泉が澁谷に投票していても、累積勝負で嶋崎の追放が決定していたが、実際に小泉が投票したのはチャレンジで決定的なミスを犯した深水だった。）。次いでシャッフル前からの旧ソムナックの生き残りとなった澁谷が、上岡追放時から事実上の新郡司同盟として郡司に同調し始めた旧ソムナック井上に裏切られた上、嶋崎追放時から深水に「言っていることとやっていることが違う」と非難され追放。  次の追放免除チャレンジでは小泉が勝利。今まで累積0だった旧ソムナック最後の生き残り井上が、深水に投票した小泉以外の旧マングル2人に「ゲームに勝ちすぎてサバイバル生活に対する積極性が欠如している」と指摘され追放（1stの優勝者である簑島同様、累積0と自覚したサバイバーがこのタイミングで初めて投票されているが、彼女の場合累積勝負で救われている）。最後の追放免除チャレンジで勝利し、長い髪を切り落とすなど心身ともに成長した小泉だが、自身が最強のサバイバーになれない事を悟り、最終的に郡司と最終投票に臨み敗北する事を選択したことで、初期ソムナックの生き残りである旧マングルの深水を優柔不断を理由に追放。その結果、旧ソムナック在籍経験者全員が追放となった。
追放免除チャレンジと追放審議会の結果内訳
| チャレンジ名               | 勝者 | （合流）ランヘットチーム | （合流）ランヘットチーム | （合流）ランヘットチーム | （合流）ランヘットチーム | （合流）ランヘットチーム | （合流）ランヘットチーム | （合流）ランヘットチーム | （合流）ランヘットチーム | （合流）ランヘットチーム | （合流）ランヘットチーム | 投票結果             |
| チャレンジ名               | 勝者 | 郡司                     | 小泉                     | 深水                     | 井上                     | 澁谷                     | 嶋崎                     | 上岡                     | 真野                     | 小林                     | 伊藤                     | 投票結果             |
| -------------------------- | ---- | ------------------------ | ------------------------ | ------------------------ | ------------------------ | ------------------------ | ------------------------ | ------------------------ | ------------------------ | ------------------------ | ------------------------ | -------------------- |
| 飛び石バスケット           | 真野 | 伊藤                     | 郡司                     | 伊藤                     | 郡司                     | 郡司                     | 伊藤                     | 伊藤                     | 郡司                     | 伊藤                     | 郡司                     | 伊藤 追放（累積3票） |
| ココナッツハンマーシュート | 真野 | 小林                     | 深水                     | 小林                     | 小林                     | 深水                     | 小林                     | 小林                     | 郡司                     | 郡司                     | -                        | 小林 追放            |
| クリフブービー             | 井上 | 真野                     | 嶋崎                     | 真野                     | 嶋崎                     | 嶋崎                     | 真野                     | 真野                     | 嶋崎                     | -                        | -                        | 真野 追放（累積1票） |
| パチンコバトルロイヤル     | 嶋崎 | 上岡                     | 上岡                     | 上岡                     | 上岡                     | 上岡                     | 小泉                     | 小泉                     | -                        | -                        | -                        | 上岡 追放            |
| 南洋三目並べ               | 井上 | 嶋崎                     | 深水                     | 澁谷                     | 嶋崎                     | 嶋崎                     | 澁谷                     | -                        | -                        | -                        | -                        | 嶋崎 追放            |
| クラソン救出大作戦         | 井上 | 澁谷                     | 深水                     | 澁谷                     | 澁谷                     | 深水                     | -                        | -                        | -                        | -                        | -                        | 澁谷 追放            |
| パネルパズル               | 小泉 | 井上                     | 深水                     | 井上                     | 郡司                     | -                        | -                        | -                        | -                        | -                        | -                        | 井上 追放            |
| バンザイ耐久               | 小泉 | -                        | 深水                     | -                        | -                        | -                        | -                        | -                        | -                        | -                        | -                        | 深水 追放            |

最終投票
シャッフルされなかった旧マングルメンバー同士の男女対決。他人に甘え孤立していたチーム戦時の状態から、終盤ではチャレンジで2連勝するなど郡司からも認められるまでに成長した小泉だが、陪審員からの質問においては消極的な態度を取った。その結果、序盤戦から家作りや火起こしなど精力的な活動を見せ、4thシリーズに参加する以前から最強のサバイバーを夢見ていた郡司が、小泉と同盟を組み敵対していた澁谷をはじめ、小林を除く旧マングルの3人と井上からその熱意に応えて投票され、宣言していた通り最強のサバイバーとなった（個人戦での追放免除チャレンジに1勝もしない状態で最強のサバイバーになった唯一の参加者）。なお、小泉は1stの準優勝である吉野とは違い、2回連続でクラソンを獲得したことで小林・真野の2人に強さを認めさせるなど一定の評価を得ており、郡司に投票した上岡からも健闘を讃えられた。
| 陪審員→ | 小林 | 真野 | 上岡 | 嶋崎 | 澁谷 | 井上 | 深水 | 票数 |
| 郡司    |      |      | ●    | ●    | ●    | ●    | ●    | 5    |
| 小泉    | ●    | ●    |      |      |      |      |      | 2    |

エピソード
- ソムナックは当初、最年長の栗木のもとアットホームなチームを作った。しかし、追放免除チャレンジに連敗、そのうえリーダー神原が体調不良となり、残ったメンバーは悲しみながら神原を追放。その後栗木のもと、チームは家庭的にまとまり、ソムナックの象徴「ブランコ」が作られた（生活で必要となったため後に外された）。やがてシャッフルでチーム組み換えの際はまた涙で別れを惜しんだ。それほどまでに結束力の強い彼らだったが、シャッフル後に涙の別れを吹き飛ぶかのように元マングル3人を出迎えて和気あいあいとなったり、シャッフル前の結束自体も個人戦へと移るにつれて薄れ、後半戦では嶋崎と澁谷の壮絶な戦いがみられた。そんな2人が、初期ソムナックから嶋崎と一緒だった深水やマングルから移籍した井上と同調し、最終投票で小泉の成長を認めるものの最強のサバイバーとは認めないとし、最後の最後で奇しくも思惑が一致した。
- 真野はシャッフルによってソムナックに移籍した直後に28歳の誕生日を迎え、チーム内で誕生日パーティーが開かれた。その際ソムナックビーチではほとんど採れないパンの実を幸運にも岸本が発見し、全員で食すことになった。
- 真野と伊藤が恋愛関係にあると描写されたが、伊藤は既婚者であるほか、演出によってかなりの脚色がなされていたことを真野本人が語っている。
- 両チーム合流後、舞台となっていたロタ島周辺に台風26号が襲来。台風警報が発令され、参加者は近くの洞窟に避難した。追放審議会はその洞窟内で1日遅れ（実際には一週間ほどの待機を余儀なくされた）で急遽、松明の代わりに蝋燭を用いる形で行われた。ロタ島は台風で壊滅状態となり、一時は番組存続も危ぶまれたが、北マリアナ政府の協力により番組は続行された。数日後参加者たちは元の居住地に戻り、荒らされた居住地の復興に尽力することになった。チーム戦まで使用した当初の追放審議会の会場も破壊されたため、個人戦以降は避難に使われた洞窟に新たな追放審議会のセットが設けられた（当初の追放審議会場は後に追放免除チャレンジの舞台として使用された）。

## 記録
- 1シリーズの通算票数の最多記録：2nd・辰巳（14票）
- 追放審議会に1度以上参加したが1票も投じられなかった参加者：2nd・石山、2nd・橋場（いずれもドクターストップによる失格）
- 1度の追放審議会での最多票数：3rd・早川追放の回（7票）
- 最少票数で追放が決した追放審議会（ベスト3の際の、追放免除チャレンジ勝者の1票が自動的に追放者を決する回を除く）：1st・松尾、2nd・松本、3rd・石原、4th・井上追放の回（2票。うち、松尾・松本・石原の3名は票数同数により累積票で追放）
- 累積勝負となった追放審議会での最多票数：4th・伊藤追放の回での郡司・伊藤の票（5票）
- 累積勝負となった追放審議会での最少票数：1st・松尾追放の回での簑島・松尾の票、2nd・松本追放の回での松本・辰巳の票、3rd・石原追放の回での相吉・石原の票（2票）
- 累積票での追放となった者のうち累積票数が最多だった追放者：1st・小野（6票、追放された回以前の追放審議会の累積分）
- 累積票での追放となった者のうち累積票数が最少だった追放者：4th・真野（1票、追放された回以前の追放審議会の累積分）
- 自身に1票以上投じられた追放審議会の回数が最多だった参加者：2nd・辰巳（7回）
- 参加した追放審議会のうち自身に1票も投じられなかった回数が最多だった参加者：2nd・関口、3rd・蛯沢（9回）
- 1シリーズの通算で1票しか投じられなかった参加者：1st・渋谷（ドクターストップ）、1st・中島、2nd・湯浅（いずれもベスト3で追放された際の1票のみ）、2nd・関口（準優勝）
  - 追放審議会に1度も参加しなかった参加者：3rd・玉置（ドクターストップにより失格。通算0票での失格は唯一）
- 追放審議会への参加回数の最多記録：3rd・菅原、4th・深水（11回）
- 追放審議会における投票及びファイナルでの最終投票への参加回数の最多記録：4th・澁谷、4th・井上、4th・深水（11回）
- 追放審議会が開催された回数が最多だったシリーズ：1st、4th（14回、ただし1stはドクターストップが1名出た関係で投票自体実施していないため、投票を実施したのは13回である。）
- 追放審議会が開催された回数が最少だったシリーズ：2nd（12回）
- 満票追放の回数が最多だったシリーズ：2nd（3回、松岡追放の回の5票・荒木追放の回の6票・辰巳追放の回の3票）
- 満票追放の回数が最少だったシリーズ：1st（1回、黒岩追放の回の4票）

- チーム戦での追放者が最も多かったチーム：1st・ベケウ、2nd・ワッカ、4th・ソムナック（4名）
  - ドクターストップを含めた失格者が最も多かったチーム：2nd・ワッカ（5名）
- チーム戦での追放者が最も少なかったチーム：1st・デレブ、2nd・トイトイ、3rd・ウンパス、4th・マングル（2名、ただしウンパスはドクターストップが1名出ている）
- 最も早く旧チームのメンバーが全滅したチーム：1st・ベケウ（最後の追放者は若松、合流後の31日目に追放）
  - 最も遅く旧チームのメンバーが全滅したチーム（最終投票を除く）：4th・ソムナック（最後の追放者は井上（新生）と深水（初期）、合流後の37日目・38日目にそれぞれ追放）
- 旧チームのメンバーが最終投票で全滅したチーム：2nd・ワッカ（準優勝・関口が最後のメンバー）、3rd・ダラヒガン（準優勝・菅原が最後のメンバー）
- 最強のサバイバーを輩出した参加者の異性が最終投票を前に全滅した時の最終参加者：2nd・湯浅（男性最後の参加者、合流後の38日目で追放）、3rd・相吉（女性最後の参加者、合流後の38日目で追放）
- 最強のサバイバーを輩出した参加者の異性が最終投票で全滅した時の最終参加者：1st・吉野（男性最後の参加者）、4th・小泉（女性最後の参加者）

- チーム戦でのチャレンジの最多連勝記録：2nd・トイトイ（5連勝）
  - チーム戦での物資調達チャレンジの最多連勝記録：2nd・トイトイ（3連勝）
  - チーム戦での追放免除チャレンジの最多連勝記録：4th・マングル（4連勝）
- チャレンジでのチャレンジの最少連勝記録：1st・デレブ、2nd・トイトイ、3rd・ウンパス、3rd・ダラヒガン（2連勝、ただし、デレブとウンパスは2度も2連勝しており、トイトイは最多連勝記録と最少連勝記録を同時に記録している。）
  - チーム戦での物資調達チャレンジの最少連勝記録：1st・ベケウ（2連勝）
  - チーム戦での追放免除チャレンジの最少連勝記録：1st・デレブ、3rd・ウンパス、3rd・ダラヒガン（2連勝、ただし、デレブは2度も2連勝している。）
- チーム戦でのチャレンジの最多勝利記録：2nd・トイトイ（7勝）
  - チーム戦での物資調達チャレンジの最多勝利記録：2nd・トイトイ（3勝）
  - チーム戦での追放免除チャレンジの最多勝利記録：1st・デレブ、2nd・トイトイ、4th・マングル（4勝）
- チーム戦でのチャレンジの最少勝利記録：2nd・ワッカ、3rd・ダラヒガン、4th・ソムナック（2勝）
  - チーム戦での物資調達チャレンジの最少勝利記録：3rd・ウンパス（1勝）
  - チーム戦での追放免除チャレンジの最少勝利記録：1st・ベケウ、2nd・ワッカ、3rd・ダラヒガン、4th・ソムナック（2勝）

- 個人戦でのチャレンジの最多連勝記録：2nd・岩本、3rd・菅原（3連勝）
  - 個人戦での物資調達チャレンジの最多連勝記録：3rd・菅原（4連勝）
  - 個人戦での追放免除チャレンジの最多連勝記録：1st・平井、1st・吉野、2nd・岩本、3rd・菅原、4th・真野、4th・井上、4th・小泉（2連勝）
- 個人戦でのチャレンジの最少連勝記録：1st・平井、1st・吉野、4th・真野、4th・井上、4th・小泉（2連勝）
  - 個人戦での物資調達チャレンジの最少連勝記録：1st・吉野（2連勝）
- 個人戦でのチャレンジの最多勝利記録：3rd・菅原（6勝）
  - 個人戦での物資調達チャレンジの最多勝利記録：3rd・菅原（4勝）
  - 個人戦での追放免除チャレンジの最多勝利記録：1st・吉野、4th・井上（3勝）
- 個人戦でのチャレンジの最少勝利記録：1st・松尾、1st・中島、2nd・辰巳、2nd・湯浅、4th・嶋崎（1勝）
  - 個人戦での物資調達チャレンジの最少勝利記録：2nd・岩本（1勝）
  - 個人戦での追放免除チャレンジの最少勝利記録：1st・簑島、1st・松尾、1st・中島、2nd・辰巳、2nd・湯浅、4th・嶋崎（1勝）
- ”最強のサバイバー”の個人戦でのチャレンジの最多勝利記録：1st・簑島（3勝）
  - ”最強のサバイバー”の個人戦での追放免除チャレンジの最多勝利記録：2nd・河村、3rd・蛯沢（2勝）
  - ”最強のサバイバー”の個人戦での物資調達チャレンジの最多勝利記録：1st・簑島（2勝）

なお2ndは、個人戦で放送されなかったチャレンジがあるとされる。上記の記録は未放送分を考慮していない。
- 1シリーズの通算で最多の追放累積票数を投じられた”最強のサバイバー”：4th・郡司（9票）
  - 他のシリーズの”最強のサバイバー”（1st・蓑島、2nd・河村、3rd・蛯沢）はいずれもシリーズ通算の最少追放累積票数を記録している（2票）
- ”最強のサバイバー”の最終投票での最多獲得票数：2nd・河村の6票
- ”最強のサバイバー”の最終投票での最少獲得票数：3rd・蛯沢の4票
- シリーズ準優勝者の最終投票での最多獲得票数：3rd・菅原の3票
- シリーズ準優勝者の最終投票での最少獲得票数（0票を除く）：4th・小泉の2票
- 最終投票で最も票差の開いたシリーズ：2nd（6票差）
- 最終投票で最も票差の小さかったシリーズ：3rd（1票差）

## 備考
- 書籍版として小説とガイドブックが発売された。小説版は第1シリーズの開始から優勝者決定までの詳細をまとめたもの。ガイドブックは第2シリーズの合流までのダイジェストや優勝者予想のプレゼントクイズなどが中心。
- 2ndシリーズの女性参加者の1人は、同シリーズ収録終了後、他局の番組にエキストラとして出演していた。このことから、一部視聴者から「（出演者に芝居をさせる）やらせ番組ではないか」という、番組に対する疑惑が発生した。これに対しTBS側は番組公式ウェブサイト上で「このことにはスタッフも驚いた。『サバイバー』でやらせや不正操作をするわけがない。彼女に問い合わせたところ、テレビ出演については休暇を利用してのアルバイトだったという」と説明している[1]。
- 日本版『サバイバー』参加者のうち、湯浅（2nd）・岩本 (2nd、このときの職業は工芸館館長だった。)は、テレビ東京の『TVチャンピオン 無人島王選手権』に、渋谷 (1st)・郡司 (4th)・神原 (4th、この時の職業は元自衛官出身のカメラマンだった) は、テレビ東京の『TVチャンピオン2 無人島王選手権』に出演している。岩本は無印時代の1回目とTVチャンピオン2時代の両方にそれぞれ出場し、そのうち無印時代の1回はチャンピオンの座を獲得したほか、湯浅は無印時代の2回目に出場し準優勝している。また、平山(3rd)もTVチャンピオン2の後番組『チャンピオンズ』に史上最強のサバイバルマニュアルの作成に参加している。
- 石原（3rd）は、2013年12月27日に放送した『やりすぎ都市伝説』や2016年4月14日に放送した『ヨソで言わんとい亭』に本業のルポライターとしてゲスト出演し、2014年4月から放送している『バイキング』では専門家としてレギュラー出演している。俳優である蛯沢（3rd）や深水（4th）も多数テレビや映画に出演している。2019年8月放送のシューイチの旅コーナーのVTRで平井（1st）が現地のリバーガイドとして撮影に協力している。

## スタッフ
- 構成 : 高須光聖、松井洋介、すずきB、堀田延、堀江利幸
- チーフディレクター : 古谷英一
- プロデューサー : 安田淳
- チーフプロデューサー：園田憲
- 制作 : TBSエンタテインメント（現・TBSテレビ）
- テーマソング :
  - 1st、2ndシリーズ : hitomi 「flow」
  - 3rd、4thシリーズ : INSPi 「ちっぽけなボクにできること」
- ナレーション : 
  - 1stシリーズ : 古谷徹
  - 2nd - 4thシリーズ : 坂上みき、星野大輔
- 製作著作：TBS